# Antic Règim

La Bastilla, fortalesa del rei a París emprada com a presó. Va ser considerada un símbol de l'antic règim pels seus enemics, i la presa va representar, simbòlicament, l'inici de la Revolució francesa (1789). La runa va ser objecte d'un comerç semblant al que, dos-cents anys més tard, van tenir les restes del mur de Berlín

L'Antic Règim (francès: Ancien Régime) és un terme dels revolucionaris francesos per a designar pejorativament el sistema de govern anterior a la Revolució francesa de 1789, la monarquia absoluta de Lluís xvi, i que es va aplicar també a la resta de les monarquies europees amb un funcionament similar; posteriorment, ha esdevingut un concepte historiogràfic aplicat a diversos països de l'Europa moderna.
El període de vigència de l'antic règim, pràcticament, coincideix amb l'etapa històrica de l'edat moderna i, a Espanya, culmina amb la construcció de l'estat liberal durant el segle xix.

## Origen del terme
El terme és contemporani a la Revolució francesa, tanmateix va ser Alexis de Tocqueville que el va fixar, que va indicar que «la Revolució francesa va batejar allò que va abolir». Tocqueville, doncs, va donar al concepte antic règim una difusa diferenciació respecte del d'edat mitjana, que es va fer comuna en la historiografia durant el segle xix i la primera meitat del xx. Historiadors posteriors han discutit el terme, especialment François Furet.
Des del punt de vista dels enemics de la revolució, els «reaccionaris», el terme antic règim va ser reivindicat amb un punt de nostàlgia, seguint el tòpic literari del paradís perdut. Talleyrand va arribar a dir que «els qui no van conèixer l'antic règim mai podran saber el que era la dolçor de viure».
L'aplicació del terme a les estructures econòmiques i socials s'atribueix a Ernest Labrousse i va ser difós per la contemporània escola dels Annals, amb gran acceptació a l'estat espanyol a través d'hispanistes com Pierre Vilar o Bartolomé Bennassar.

## Definició

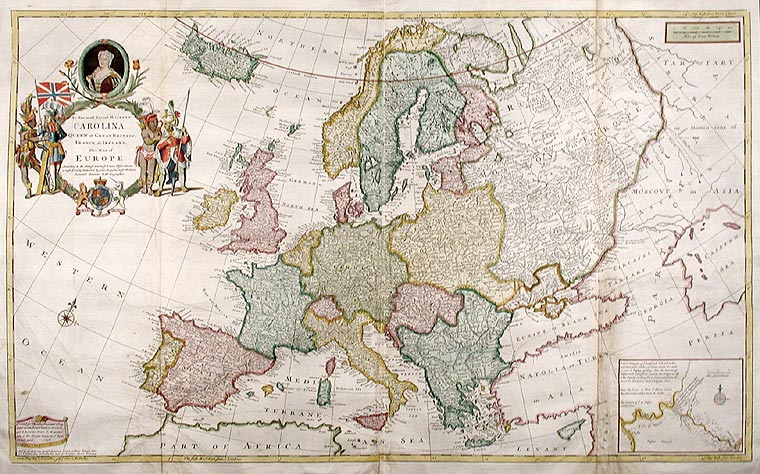
Mapa d'Europa de Herman Moll (1703). Els colors utilitzats pel cartògraf no designen entitats polítiques existents sinó, més aviat, el record de les antigues divisions geogràfiques de l'època romana (Gàl·lia, Itàlia, Germània), junt amb altres que sí que són efectives (imperis turc i rus, Confederació Helvètica, Regnes de Portugal, Suècia o Polònia

L'antic règim era el sistema social, polític i econòmic imperant al continent europeu abans que es produïssin les dues grans revolucions del segle xix que marcarien l'inici de l'edat contemporània: la revolució politicoideològica del liberalisme, i la revolució economicosocial de la industrialització. Podem considerar-lo vigent en la seva forma més genuïna durant l'edat moderna, concretament els segles XVI, XVII i XVIII. Però cal tenir en compte que va sorgir com a consolidació i evolució gradual del feudalisme propi de l'edat mitjana (s. VI - XV); i que no desapareixeria de cop sinó també gradualment durant el segle xix.
Es caracteritzava per una societat classificada entre els que gaudien de privilegis legals i els que no. Els primers estaven jurídicament per damunt de la gran majoria de la població i, per tant, s'acceptava la desigualtat de drets entre les persones. En la pràctica això es traduïa en una societat en què la població quedava classificada en tres estaments:
- El primer estat, el clergat, propietari de terres i generalment dedicat al sacerdoci propi de l'Església catòlica o les seves derivacions protestants), que tenia el privilegi de no pagar impostos.[6]
- El segon estat, el nobiliari, generalment propietaris de terres i dedicats a l'ofici militar, que tenia el privilegi de no pagar impostos.[6]
- La resta de la societat pertanyia al tercer estat, també anomenat "reial" o de les "viles i ciutats", que englobava pràcticament tota la població d'un país i havia de sufragar amb els seus impostos les despeses de l'estat, l'aristocràcia i l'església.[8] Per exemple, a França participaven del sistema polític com a representants del tercer estat sis-cents representants, dels quals dos terços havien de disposar de coneixements legals i tres quartes parts havien de provenir de ciutats de més de dos mil habitants.[9] El pes polític d'aquest estament requeia normalment, pel seu poder econòmic, sobre els mercaders, menestrals, i professionals liberals, en general els habitants acomodats de les ciutats. De tota manera, la immensa majoria de la societat, la continuava formant la pagesia, que vivia aïllada més o menys pobrament a l'àmbit rural, subordinada a l'autoritat d'un senyor privilegiat,[6] i amb una escassa representació política.[9]

El sistema polític per excel·lència de l'antic règim fou l'absolutisme. Les diverses monarquies europees intentaren concentrar a les seves mans tot el poder de fer lleis, de governar i d'ajusticiar. Per fer-ho van procurar no reunir les institucions parlamentàries d'origen medieval. Fou la monarquia francesa la que va assolir el grau més elevat d'absolutisme. De tota manera, cal tenir en compte que en la pràctica el sistema polític en cada país podia variar molt segons el pes dels seus costums i la força de la monarquia. Per exemple a Anglaterra aquesta lluita va desembocar en la Revolució anglesa, que va escapçar la monarquia tradicional durant onze anys. Un altre exemple fins al 1714 foren els països de la corona d'Aragó, on moltes decisions polítiques no depenien només del rei sinó que aquest (molt a pesar seu) les havia de prendre a les Corts juntament amb els tres estaments (cadascun dels quals representava 1 vot), un sistema que va rebre el nom de pactisme. Finalment cal recordar que l'individu no tenia cap valor polític dins del sistema del poder de l'antic règim (a diferència de les democràcies del món actual), sinó que eren els tres estaments els que conceptualment eren els actors polítics del país, juntament amb el rei que era el màxim protagonista com a governant.
Durant l'antic règim l'economia dels països europeus fou sempre bàsicament agrícola perquè la major part de la població vivia de la producció local dels camps: perquè els treballaven (la pagesia) o perquè els posseïen (la noblesa que vivia de les rendes de la pagesia). Tot i això, ja des de l'edat mitjana i encara més durant l'edat moderna, a les principals ciutats creixia un nou sector econòmic molt dinàmic: el comerç, sobretot el transoceànic generat a partir del segle xvi des de les primeres colònies europees als continents americà, africà i asiàtic i que tingué formes molt diferents (mines o plantacions explotades directament per europeus, comerç d'esclaus africans, compra d'espècies asiàtiques a canvi de metalls preciosos, etc.). En canvi, el que avui dia qualifiquem d'indústria no era encara un sector definit i es trobava en un estat preindustrial: els productes eren manufacturats per famílies que els venien al detall, a un nivell tan petit que no hi ha marge per diferenciar entre els conceptes de capital i treball. (L'historiador Franklin F. Mendels va encunyar el terme de protoindústria.)

### Definició i anàlisi del terme segons el materialisme històric
El plantejament actual que la historiografia fa del concepte "antic règim" és hereu fonamentalment del corrent historiogràfic anomenat materialisme històric. Des del punt de vista del materialisme històric es tractaria d'una formació econòmica i social diferenciada d'altres models (per exemple, del feudalisme), és a dir, es tractaria d'una combinació de forces productives i de relacions socials en un àmbit espacial i temporal, que és capaç de construir una superestructura política i ideològica justificativa. Aquesta formació econòmica i social es caracteritzaria per:
1. Un sistema econòmic de transició del feudalisme al capitalisme.[10]
2. Un sistema de relacions socials de base estamental, amb una burgesia que no pot accedir al paper de classe dominant que ocupen els estaments privilegiats (noblesa i clergat).
3. Un sistema polític fonamentat en la consolidació de l'estat modern: és el moment de la consolidació de la monarquia absoluta. La tensió fonamental es produeix entre la centralització del poder i el respecte als privilegis de caràcter personal, estamental i territorial basat en jurisdiccions i furs.

## Extensió

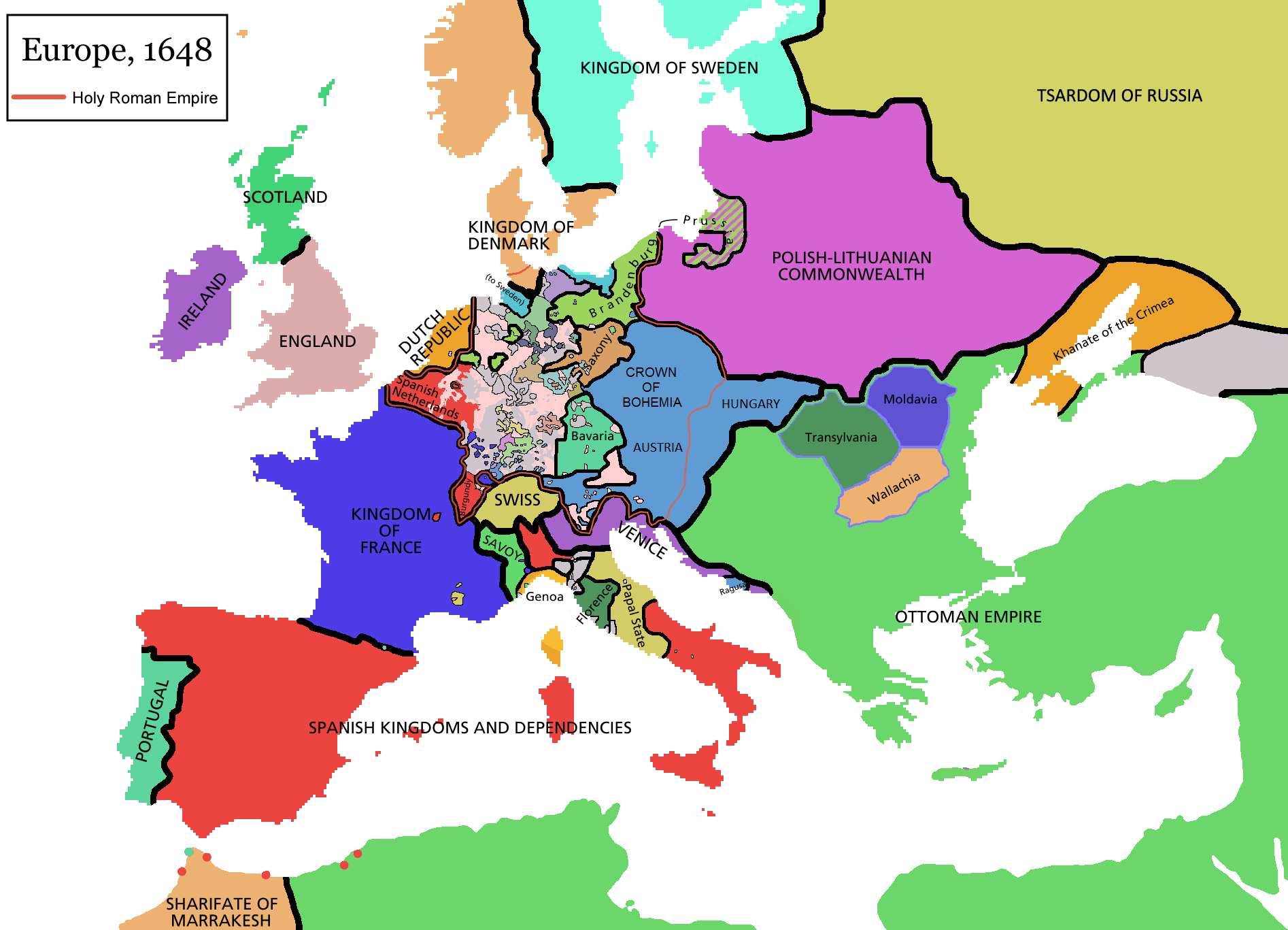
Recreació moderna que representa les divisions polítiques després del tractat de Westfàlia (1648); pau que conclou la Guerra dels Trenta Anys amb un nou equilibri europeu

El concepte d'antic règim pot aplicar-se amb propietat als regnes de l'Europa occidental que tendeixen a definir-se com a estats nació des de finals de l'edat mitjana. El primer va ser el Regne de Portugal. A finals del segle xv s'hi van afegir el Regne de França, Anglaterra i Espanya. A Anglaterra la dinastia Estuard va intentar instaurar un model absolutista semblant als del continent europeu. No ho aconseguiren, i el 1688 una revolució burgesa (que es va avançar més de cent anys a les altres revolucions) va posar fi a la dinastia i a l'absolutisme. A Espanya la crisi de l'antic règim es va allargar tot el segle xix.
Per a la resta d'estats europeus, el concepte és d'ús problemàtic (vegeu la secció "Altres països europeus" en aquest mateix article). Pel que fa a la resta del món, tan sols al territori americà, durant el període en què va ser colonitzat per les potències europees podrien considerar-se similituds en les seves grans ciutats, però és una opció arriscada. En qualsevol cas, la independència americana contribueix decisivament a la fi de l'antic règim. El Japó representa una formació econòmica i social que, d'alguna manera, mostra similituds amb les occidentals, per la qual cosa alguns autors li van aplicar el concepte de feudalisme o el de monarquia absoluta –no tant el d'antic règim–, i seria aquesta similitud, ben diferenciada de la Xina, junt amb la no-submissió colonial, allò que explicaria el seu ràpid accés a la modernitat en l'era Meiji.
D'altra banda, no és possible retrotraure el concepte a entitats polítiques d'un període anterior perquè foren formes polítiques feudals, dependents en alguna mesura de l'imperi, del papat o bé d'algun model de ciutat estat. Ras i curt, la durada temporal de l'antic règim coincidiria amb l'edat moderna: del segle xv al segle xviii i seria un model polític vàlid per al Regne de França –des de finals de la Guerra dels Cent Anys fins a la Revolució francesa– i per a Espanya –de 1492 a 1808–. Tanmateix, algun autor argumenta la persistència de trets propis de l'antic règim en l'Europa de finals del segle xix i, fins i tot, fins a la Primera Guerra Mundial.

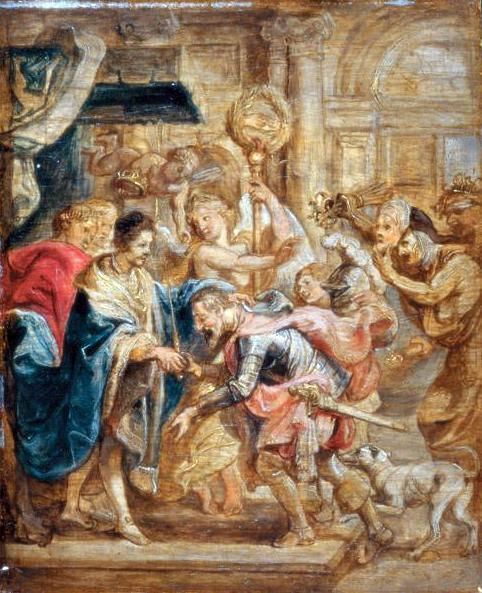
La reconciliació d'Enric III i Enric de Navarra, per Rubens (1628). Un episodi de la Guerra dels tres Enrics, que va acabar guanyant el de Navarra, futur Enric IV

### El model francès
L'antic règim es va desenvolupar al Regne de França amb la dinastia Valois que va reeixir del seu enfrontament amb Anglaterra en la Guerra dels Cent Anys; va aconseguir marginar la dinastia rival de la casa de Borgonya i va sotmetre la majoria dels "estats nobiliaris" més o menys turbulents, com ara Normandia i Provença. La tornada de la seu pontifícia d'Avinyó a Roma després de la resolució del cisma d'Occident va suposar una disminució del control que havia aconseguit la monarquia francesa sobre l'Església. De retruc, la península Itàlica va passar a ser el principal tauler de joc en la disputa per l'hegemonia europea. En aquest context, durant el segle xv, Lluís XI va ser un exemple de rei autoritari. El rei Francesc I de França, durant la primera meitat del XVI, no va aconseguir prevaldre sobre el seu enemic Carles V del Sacre Imperi romanogermànic, ni pel que fa a les guerres europees ni pel que fa a l'expansió colonial, però va aconseguir un poder interior indiscutible.
El turbulent període que va portar als seus successors a les guerres de religió de la segona meitat del segle xvi va acabar amb el breu però decisiu regnat d'Enric IV, que va donar inici a la dinastia dels Borbons. En el regnat de Lluís XIII, i durant la minoria d'edat de Lluís XIV, favorits com el cardenal Richelieu i Mazzarino van concentrar el poder reial enmig d'una complicada conjuntura interior (la revolta de la Fronda), i conflictes bèl·lics a l'exterior (la Guerra dels Trenta Anys). Lluís XIV, el rei Sol, va assolir el màxim desenvolupament de la monarquia absoluta.
Ideològicament es van identificar l'interès de l'estat, el del poble i el del rei, i es comença a crear un mercat de dimensions estatals, amb el suport d'un imperi colonial, que va patir diversos atzucacs a l'atzar de les contínues guerres. Es va constituir una administració pública i una recaptació dels impostos centralitzada. Es va imposar el catolicisme amb fets com la revocació de l'edicte de Nantes i el control de l'Església. Es va imposar el francès com la llengua comuna en detriment de la resta de llengües parlades al regne, alhora que es va prestigiar com a llengua culta d'Europa en substitució del llatí amb autors com Molière, Jean Racine i Corneille, dins el marc de la gran Académie Française.
Tanmateix, les contradiccions que va generar en una societat estamental la puixança de la burgesia va conduir a la Revolució Francesa de 1789. Aquesta revolució va servir de model a la resta de revolucions burgeses, moviments socials que, durant el segle xix, van transformar els sistemes polítics europeus en monarquies constitucionals o repúbliques abans de la Primera Guerra Mundial.

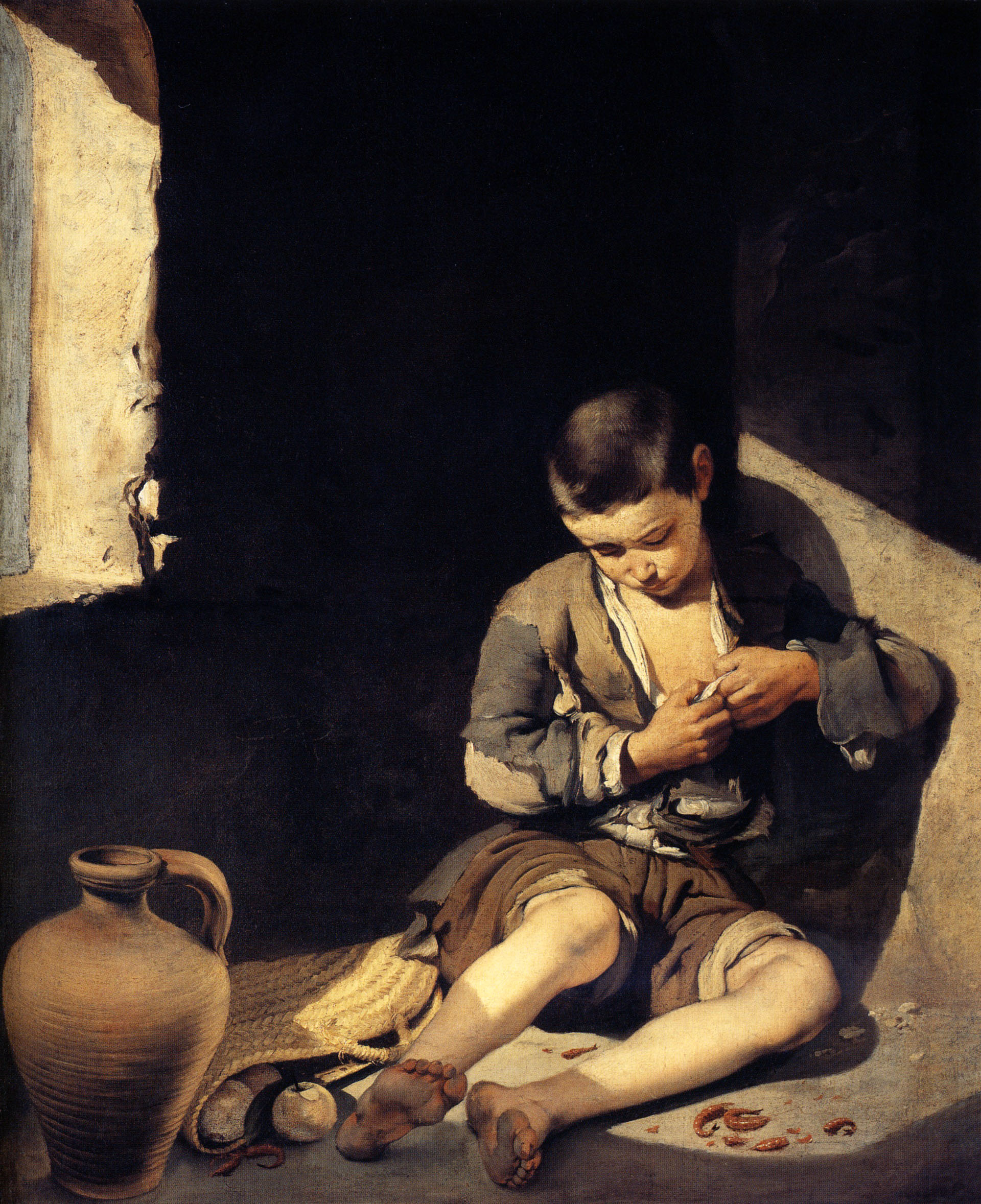
El pollós, de Bartolomé Esteban Murillo. La monarquia catòlica de l'antic règim va rebre immenses rendes d'Amèrica i les va malbaratar en les guerres d'Europa i en els luxes de la cort. A més, ideològicament, el model de l'antic règim espanyol, lluny de cercar la modernització i el canvi social, valorava la pobresa per la seva positiva dimensió teològica

### La casa dels Habsburg i dels Borbó a Espanya
El model espanyol es va diferenciar del francès en el que Ignacio Vicent López va anomenar una qüestió d'estil. El regnat dels Reis Catòlics va ser decisiu en l'elaboració d'aquest estil, que es fonamentava en la consciència de la monarquia catòlica. Aquest sistema es perllongaria amb variacions sota els Habsburg fins que a l'arribada dels Borbó s'adopti el model francès en el que arribaria a ser una monarquia absoluta, encara que mai va poder deslliurar-se de les petjades de l'antic estil.
Durant el segle xvi va avantatjar a la monarquia francesa car va aconseguir un conjunt territorial immens (Felip II de Castella va poder dir allò «en mis dominios no se pone el sol»). Tanmateix va ser un territori poc cohesionat, governat des d'un centre localitzable a Castella després de la victòria reial a la Guerra de les Comunitats (1521) i l'elecció de Madrid com a capital política (1561). De Castella es drenen una fabulosa quantitat de recursos impositius (regalies, cinquè del rei, remeses d'or i plata americanes… que es van invertir en una política europea que va identificar els interessos de la monarquia catòlica amb els de la causa del catolicisme.
L'hegemonia mundial de la corona castellana va donar lloc a l'anomenada llegenda negra publicitada pels enemics de la corona castellana i també, sense cercar-ho explícitament, pels propis (seria el cas de Bartolomé de las Casas). Aquesta mala fama s'explicaria per la duresa del domini sobre les colònies d'Amèrica (i de la que els mateixos colonitzadors van ser conscients: per exemple, les lleis d'Índies, 1542, volien evitar els abusos colonials i crear una recaptació impositiva racional), la repressió de la dissidència que era forçada a l'assimilació, l'expulsió o la foguera -cas dels conversos, dels moriscos, de les conductes considerades antinaturals com la bruixeria, i dels protestants.

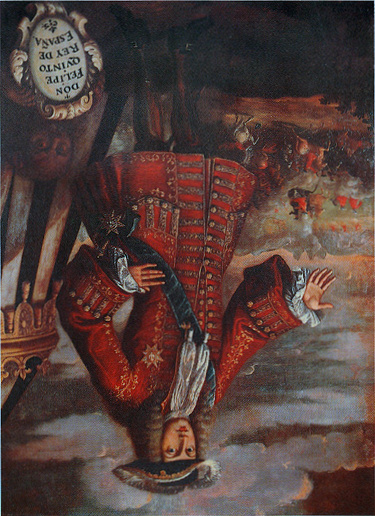
Felip V al Museu de l'Almodí de Xàtiva. Carles II va morir sense descendència i va nomenar com a successor Felip d'Anjou, de la dinastia dels Borbons. Anglaterra i altres estats, però, no hi van estar d'acord i van donar suport a l'arxiduc Carles d'Àustria. La corona d'Aragó també va donar suport a l'arxiduc Carles. L'enfrontament entre els dos bàndols va donar lloc a la Guerra de Successió a la monarquia castellana. Xàtiva va ser un dels primers objectius de l'exèrcit borbònic. Es va negar a capitular i fou assetjada. Francesc de Castellví parla en les seves Memòries de 1.000 xativins i 2.500 assetjants morts. Després, a mitjan juny de 1707, va arribar l'ordre de la destrucció de la ciutat, que disposava en aquell temps d'unes 4.000 cases. La ciutat va ser destruïda i els seus habitants deportats a Castella. En conseqüència, els xativins no guarden bon record del monarca Felip V i no és gens casual el fet que estigui penjat de cap per avall

El control interior va garantir-se mitjançant una creixent burocràcia que es va implantar territorialment a través dels virreis (en els regnes) i els corregidors (a les ciutats). Per al control interior es va disposar de la xarxa informativa i repressiva de la Inquisició, que depenia directament de la monarquia i tenia un inquisidor únic per a tots els regnes de la corona i no estava afectada per la constitució de l'Observança (norma que assegurava que s'aplicarien les lleis de Catalunya). La Inquisició va ser una eina política contra la corona d'Aragó. Només unes dades referides al període 1560-1700: durant aquest període va haver-hi 2.907 processats a Catalunya, 4.429 a València i 5.486 a Saragossa. La immensa majoria van ser condemnats a la confiscació dels seus béns.
El control dels estaments privilegiats es va aconseguir a través de la submissió del clergat i de la noblesa, acostumada a posar i llevar reis en les guerres civils castellanes de la baixa edat mitjana, on la revolta de les comunitats de Castella n'és el darrer episodi. Les reformes del cardenal Gonzalo Jiménez de Cisneros van dominar al clergat, mentre que per controlar la noblesa el rei es va convertir en gran mestre dels ordes militars: des de Ferran el Catòlic es va implicar l'aristocràcia en la política de nomenaments (institució de los Grandes de España amb Carles V), i va quedar clar que, a canvi d'exercir sense ingerències el poder polític, els garantia el poder social i econòmic. Els llocs burocràtics serviren per a reclutar membres de la baixa noblesa i de la burgesia.
La brillantor cultural del segle d'or no va amagar que l'economia, estimulada per la revolució dels preus del segle xvi, va entrar en crisi el segle següent, i al seu torn va estimular de la despoblació de l'Europa del Sud i, sobretot, d'Espanya. Les solucions polítiques (desordre monetari, reformes fiscals consecutives) no van aconseguir arreglar la situació, i els intents polítics més vigorosos de centralització, com la Unió d'Armes del comte-duc d'Olivares, van precipitar la crisi de 1640: revolta de Portugal, la Guerra dels segadors (1640-1652) a Catalunya, la continuació de la Guerra dels Trenta Anys al continent europeu…
Felip V de Castella va canalitzar el sistema polític cap a un absolutisme d'estil francès, sobretot als antics estats de la corona d'Aragó, on llurs sistemes polítics tradicionals foren substituïts després de la Guerra de Successió per un nou sistema de Nova Planta sense cap rol polític per als estaments socials. Seria el cas de la racionalització fiscal del cadastre de Cala, les reformes il·lustrades d'Esquilache (expulsat del poder pel motí que porta el seu nom després d'una liberalització del preu del blat, fins llavors taxat), o l'expedient de la llei Agrària, eternament tramitat, que pretenia resoldre la fam de terra dels llauradors. L'antic règim va perdurar breument fins a la Guerra del Francès, quan després de la batalla de Somosierra i la presa de Madrid, Napoleó Bonaparte publica els decrets de Chamartín de 4 de desembre de 1808 i després de la promulgació de la Constitució de 1812 a Cadis, que va obrir el procés vers el constitucionalisme, també ho feren les Corts de Cadis per a les zones no ocupades pels francesos el 22 de febrer de 1813, tot i mantenir la prohibició de qualsevol religió i confessió diferent de la catòlica.
Després de l'ocupació francesa es va restaurar l'absolutisme, és a dir, la política espanyola va involucionar durant el regnat de Ferran VII d'Espanya. La mort de Ferran VII pot dir-se que va significar la fi de l'antic règim a l'estat espanyol. L'ombra de la restauració absolutista i els conflictes armats va sovintejar durant el segon terç del XIX. Fou un segle marcat per les guerres carlines, la successió de textos constitucionals, l'arribada de liberals més o menys moderats al govern, gairebé sempre després de pronunciaments militars, i d'una modesta industrialització a Castella que va contrastar amb la puixança econòmica (Revolució Industrial) i cultural (la Renaixença) de Catalunya. La Revolució de 1868 amb l'enderrocament de la reina Isabel II d'Espanya no va tancar definitivament la temptació involucionista, però ja la va situar en un context completament diferent: la restauració absolutista d'Alfons XII, la dictadura de Primo de Rivera i la del general Francisco Franco al segle xx van tenir un altre tarannà, car van enfrontar-se a ideologies noves, com el socialisme i el catalanisme, i als interessos de les classes socials sorgides de la industrialització.

### Altres països europeus

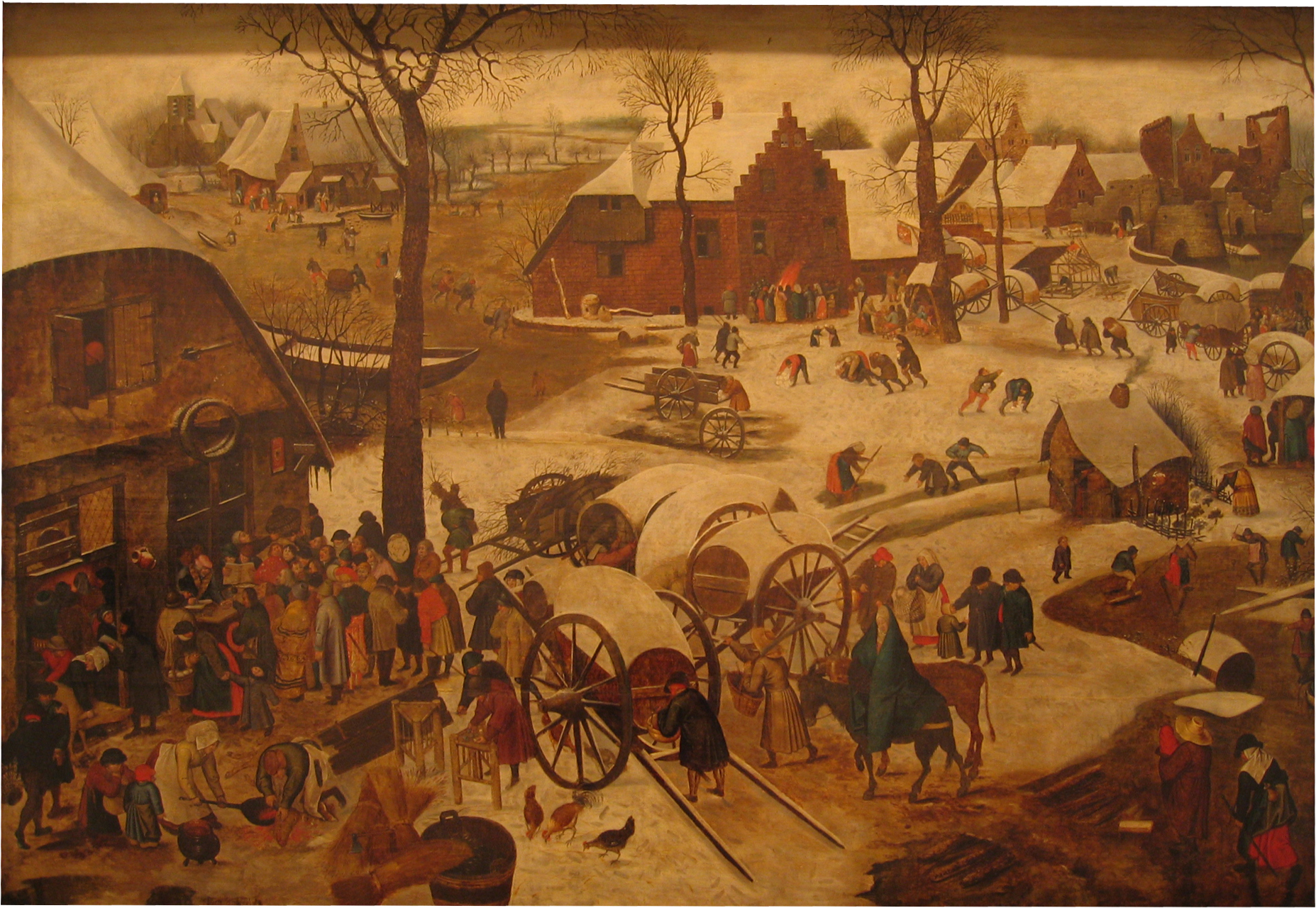
Pieter Brueghel el Jove: El cens de Betlem o El pagament del delme (1566), un tema religiós camuflat en una escena costumista, ambientada en el cru hivern del nord d'Europa

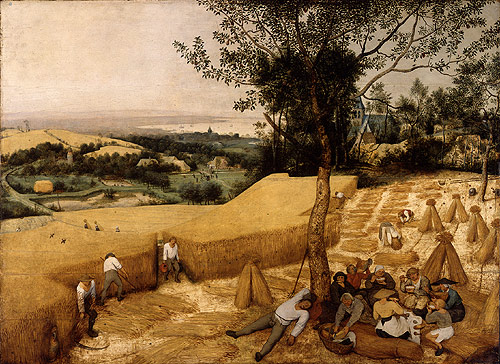
Pieter Brueghel el Vell, pare de l'anterior. Al quadre Els segadors, escena costumista. La vida al camp se sotmet als treballs rutinaris anuals amb la mateixa fatalitat que al pagament dels impostos

En l'àmbit europeu es va produir una clara modernització de les relacions internacionals: es van fer més pragmàtiques i van oblidar les antigues fantasies medievals (herència del Dominium mundi) i el fonamentalisme religiós encara vigent en el segle xvi. L'any 1648, pel tractat de Westfàlia, els Habsburg castellans es van resignar a la independència d'Holanda i van reconèixer poc després la de Portugal, però van continuar controlant feblement Itàlia i Flandes, a més d'un immens imperi americà de gestió cada cop més problemàtica. Polònia es va expandir cap a l'est i cap al sud. L'amenaçadora proximitat de l'Imperi turc va continuar fins al setge de Viena de 1683. Les monarquies escandinaves van continuar dominant el Bàltic, encara que van abandonar els assumptes centreeuropeus als destrossats principats alemanys, principals víctimes de la crisi del segle xvii. Tanmateix, d'aquestes runes s'alçarà el Regne de Prússia, lliure de qualsevol ingerència dels emperadors de l'Imperi Austrohongarès. El Regne de França, amb un Lluís XIV en minoria d'edat, va seguir la guerra contra Espanya -per interès propi va donar suport a la Generalitat de Catalunya en la Guerra dels Segadors contra Castella- alhora que va resoldre els seus problemes interns a la Fronda. Anglaterra, sumida en una Guerra civil, no controlava Escòcia ni Irlanda, però del conflicte bèl·lic en va sorgir un model parlamentari.
El tractat d'Utrecht (1714), a més de sancionar el paper d'Anglaterra com a potència bèl·lica, va donar a Àustria els territoris europeus de l'Imperi espanyol i va iniciar l'aliança francoespanyola (els coneguts com a pactes de Família) que van caracteritzar les relacions internacionals fins a l'esclat revolucionari de 1789.
Cal esmentar que la major part de l'edat moderna a Anglaterra i Països Baixos no li escau el terme d'antic règim perquè des del segle xvi o xvii van tenir un règim econòmic, social i polític diferenciat (fins al punt que la historiografia anglosaxona anomena Modern History el període des de l'edat mitjana fins a l'actualitat). Per tant, el concepte antic règim és d'ús exclusiu dels regnes de França, Portugal i Espanya. Per a la resta d'Europa el terme és poc significatiu: en la dividida Itàlia es pot identificar amb el domini dels Habsburg (des de la batalla de Pavia fins a la unificació italiana del segle xix). Al centre d'Europa, la descomposició del Sacre Imperi, l'ascens dels Habsburg, la Reforma protestant, la Guerra dels Trenta Anys, i la puixança de Prússia van dibuixar un panorama que no es va aclarir fins a la unificació alemanya, ja a l'edat contemporània. Els països escandinaus van desenvolupar monarquies nacionals des de l'edat mitjana, encara que la definició de la seva personalitat definitiva no va arribar fins al segle xx. Va evolucionar econòmica i socialment en certa manera semblant a la d'Europa occidental, intervenint en els processos intel·lectuals més importants (Renaixement, Reforma protestant, Il·lustració…) i van implicar-se en els conflictes bèl·lics, especialment en la Guerra dels Trenta Anys. A Polònia no va formar-se una monarquia forta, sinó una república nobiliària. Finalment, als Balcans l'Imperi Otomà (des de la caiguda de Constantinoble fins a les guerres balcàniques de final del segle xix) i la Rússia de l'època tsarista (d'Ivan el Terrible fins a la Revolució russa de 1917) cobreixen la dimensió temporal, però no la caracterització proposada: són vastos imperis que no poden mesurar-se amb els criteris de la dinàmica econòmica, social i política de l'antic règim de l'Europa occidental. En conseqüència, resten fora d'aquesta caracterització.

## Característiques

### Economia i demografia
La propietat de la terra va ser el principal factor de la producció fins a la Revolució industrial. La naturalesa compartida de molts tipus de propietat i amb voluntat de permanència en el temps (per exemple, les terres comunals) va fer impossible l'existència d'un mercat lliure de terres. El mateix va passar als altres dos factors de producció: ni el capital (sospitós de representar una forma de riquesa no compatible amb la forma de vida noble o clerical, i encara lluny de l'acumulació necessària per una revolució industrial) ni el treball (impropi dels privilegiats, i considerat com una maledicció bíblica) es venien en el mercat com mercaderies subjectes al lliure joc de l'oferta i la demanda.
El creixement de les ciutats va contribuir decisivament a la transició del feudalisme al capitalisme. En aquest sentit, el paper de Londres va ser fonamental per a la creació d'un mercat estatal; París va tenir un rol intermedi, i Madrid va representar un relatiu fracàs.

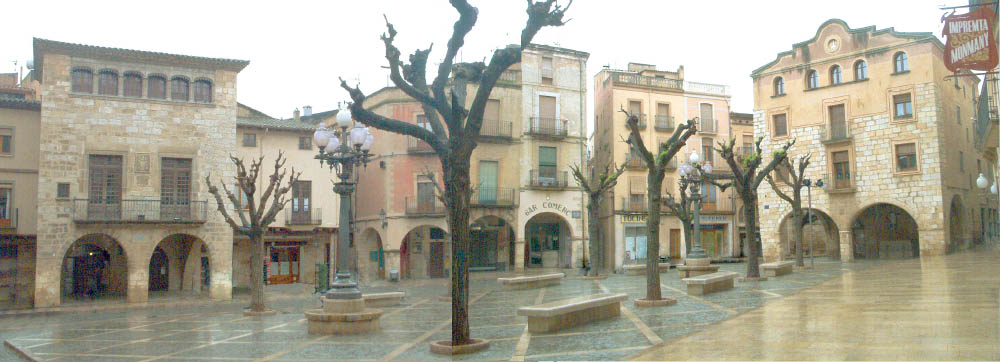
Plaça Major de Montblanc, a la Conca de Barberà. Davant de la casa de la Vila, a l'esquerra de la imatge, sota els porxos de l'antiga casa Malet, hi ha les antigues mesures oficials de la vila, amb la quartera i els tres quartans de pedra per a mesurar els grans de cereals del mercat, que varen funcionar des del 1752 fins al 1905. Una societat rural i agrària va deixant molt lentament els trets característics d'una economia tancada en si mateixa

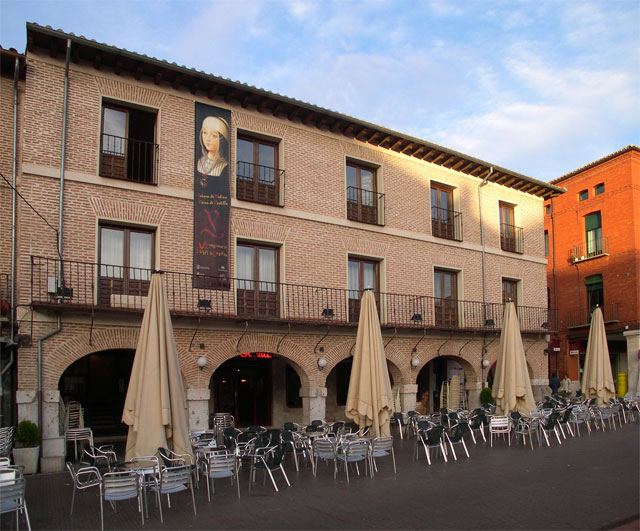
La casa del Peso de Medina del Campo, on es guardaven els pesos i mesures oficials per garantir els intercanvis comercials de les seves fires

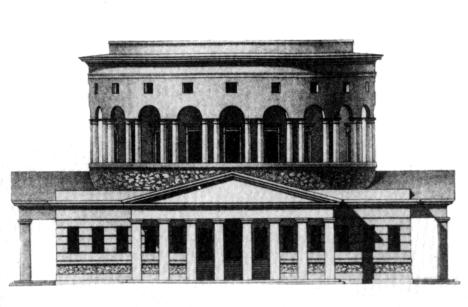
Barrière Saint-Martin, projecte del visionari arquitecte Claude-Nicolas Ledoux (1788). Les duanes interiors, els registres i els peatges controlarien l'accés dels productes a París poc abans de l'esclat de la Revolució francesa

En qualsevol cas, des del punt de vista econòmic, va ser una època preindustrial, on l'ocupació de la immensa majoria de la població va ser agrària. La productivitat i els rendiments de les activitats agropecuàries van seguir sent molt baixos i les millores tècniques van evolucionar molt lentament. L'estudi de les estructures des d'un punt de vista de llarga durada condemnava a la dependència dels cicles naturals i les periòdiques crisis de subsistència repetides de manera cíclica, coincidint amb els mesos previs a les collites, quan el blat estava més car. No és casualitat que aquestes conjuntures generessin moviments de descontentament (de l'estil dels rebomboris del pa). En alguns casos aquests rebomboris van tenir repercussions polítiques (cas del motí d'Esquilache, o en els inicis de la Revolució francesa) o, en el pitjor dels casos, grans fams que portaven a crisis demogràfiques. De fet, és habitual parlar d'un antic règim demogràfic, caracteritzat per una taxa de natalitat i una taxa de mortalitat elevada, un reduït creixement natural, esdeveniments puntuals de mortalitat catastròfica, elevada fecunditat (cercada amb afany pels caps de família de les explotacions agrícoles), compensada amb el celibat (que no afectava la totalitat de la població: els fills solters, que sovint residien a la casa pairal, eren els qui no havien d'heretar les terres) i una molt baixa esperança de vida.
El comerç va estar controlat pels gremis i les seves associacions que controlaven la qualitat i quantitat de la producció que es realitzava. El control de la vida econòmica pretenia que només aquells que pertanyessin a un gremi o tinguessin autorització reial podien dedicar-se a la fabricació i distribució de mercaderies. La missió de controlar la fidelitat del comerç era una responsabilitat de l'autoritat des de temps antics (la mensa ponderaria del fòrum romà). En l'antic règim depenia d'institucions controlades pels ajuntaments (o la cort), que vigilaven la correcta aplicació de les mesures en els intercanvis, sobretot els del comerç alimentari, els més sensible per la pau pública. La dispersió metrològica (no coincidien les mesures de cada localitat) es va intentar remeiar amb el prestigi d'algunes mesures locals, però va haver d'esperar-se al final de l'antic règim, quan es van produir els treballs científics per assolir el sistema mètric decimal. Es considerava idoni l'accés amb els menors intermediaris possibles del productor al consumidor, i la revenda i tot tipus d'especulació amb el preu va prohibir-se, fins i tot amb sancions religioses (pecat i delicte d'usura): tanmateix no sempre s'aconseguia, com demostra la pràctica de la vida quotidiana. Una unificació del mercat no es va arribar a materialitzar de manera eficaç fins a la conformació de l'estat burgès liberal, com explica Michel Foucault.
L'era dels descobriments va obrir les portes dels europeus al món i va generar la primera economia d'abast mundial. Les companyies comercials privilegiades prenien el control monopolístic de rutes i productes (el cacau de Caracas va ser primer per a la família dels banquers Fugger). Les primeres companyies, i les més eficaces, van ser les holandeses (WIC i VOC), seguides per les angleses (Companyia de les Índies Orientals i Merchants Adventurers). La ciutat d'Anvers va ser l'encarregada de drenar cap al nord d'Europa els recursos americans extrets a través de la monopolística Casa de la contractación de Sevilla o el port de Lisboa. La borsa d'Amsterdam i la de Londres van encapçalar el naixent capitalisme comercial.
La indústria va veure entorpida la seva activitat per excessives reglamentacions i impostos, ja que existien duanes internes; perquè els pesos i les mesures variaven segons les regions; i perquè alguns articles, en especial els cereals (base de l'alimentació de la major part de la població), eren sotmesos a una obsessiva política proteccionista de caràcter paternalista, amb la qual cosa o bé havien de consumir-se al lloc de producció, o bé estaven sotmesos a taxa, o en qualsevol cas feien impossible la seguretat del subministrament. Per reblar el clau, a altres productes es van aplicar drets de duana (exteriors i interiors) que en molts casos anul·laven l'intercanvi.
Per tant, no existia llibertat econòmica ni competència, la vida econòmica estava controlada pels gremis, per les corporacions o pel mateix estat, que en algunes ocasions, funcionava com a agent econòmic (a la corona de Castella van fer-se les reials fàbriques d'armament, de béns sumptuaris (tapissos, porcellana i vidre) o els estancs de sal, tabac, aiguardent i naips). El mercantilisme en les seves variades formes va ser la doctrina econòmica que va justificar la política econòmica dominant: el proteccionisme. Model que, en la majoria dels casos, va tenir efectes perversos, ja que no disposaven d'instruments fiables d'anàlisi econòmica i tampoc no comprenien el funcionament del sistema econòmic. La fisiocràcia i el liberalisme econòmic van aparèixer durant el segle xviii com a propostes alternatives.

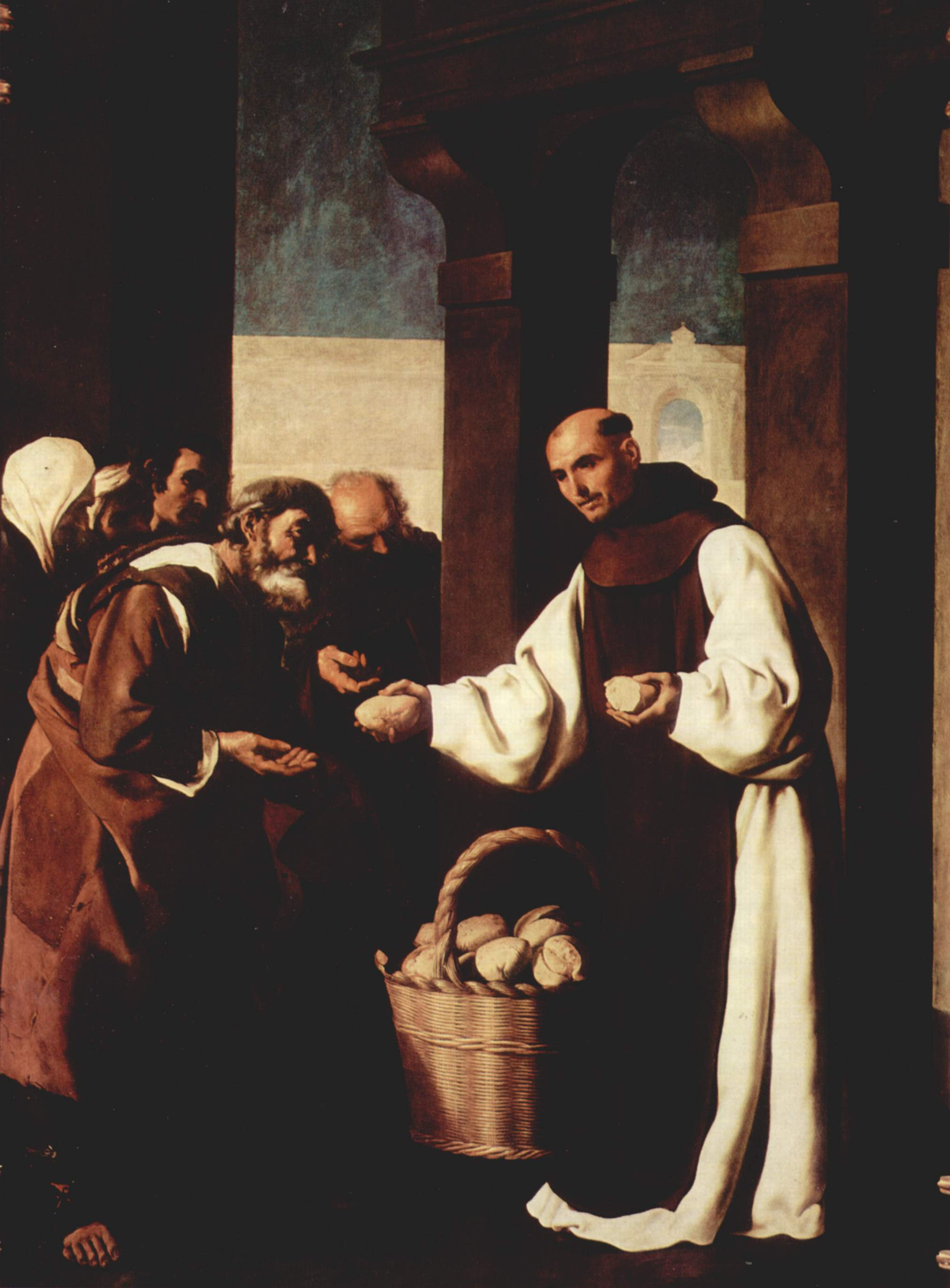
Fra Martín de Biscaia repartint pa als pobres, de Francisco de Zurbarán (1639), monestir de Guadalupe (Càceres). La sopa que repartien els convents justificava socialment la forma de vida dels monjos i dels captaires. Cap dels dos grups socials tindria cabuda en una societat que respongués al criteri burgès de l'ètica del treball

### Societat
La societat de l'antic règim estava constituïda per estaments de base feudal; són grups tancats, determinats en gran manera pel naixement. Dos d'aquests grups, la noblesa i el clergat, posseïen drets superiors a la resta d'estaments, com ara el monopoli en certes funcions -govern i administració de justícia-, exempció d'impostos, i un estatut jurídic propi. La noblesa (laica) i el clergat (que en la seva part alta corresponia als fills cabalers de les famílies nobles) estaven per damunt de la resta de la societat formada per pagesos, que era la immensa majoria de la població, i pels burgesos (els comerciants i els artesans). Els drets de les persones depenien de l'estament, car, legalment, els nobles laics i eclesiàstics tenien una sèrie de privilegis que no tenien els qui tributaven. Per regla general, els estaments eren tancats, però no impermeables, car és possible la mobilitat social ascendent, per ennobliment o per entrada en el clero.
Els estats que van optar per la Reforma protestant van allunyar-se de l'antic règim, mentre que en les monarquies catòliques del sud-oest d'Europa (i Polònia), les que van presenciar el triomf de la Contrareforma, l'ordre social es va configurar al voltant d'una estructura piramidal del clergat, el celibat del clero secular, la justificació de l'actuació econòmica de les institucions religioses presents en tots els ordres de la vida, pública i privada.
La interpretació historiogràfica de la naturalesa de la societat estamental va donar origen a un debat entre els que, pròxims al materialisme històric, utilitzen el concepte de classe social, i els que, des d'una posició pròxima al funcionalisme sociològic i antropològic prefereixen parlar d'una societat estamental. Des de la perspectiva marxista, les elits de la societat de l'antic règim podien entendre's com una classe privilegiada formada per una noblesa i un clergat amb els interessos econòmics entrelligats i desenvolupant estratègies de vinculació familiar de terres i càrrecs en les institucions fonamentals: l'Església, la burocràcia, l'exèrcit i la cort. Des de la perspectiva funcionalista l'honor, l'estatus i el prestigi actuaven com a marcadors socials d'una forma molt més significativa que la riquesa i la societat es dividia verticalment segons els estaments socials (relacions patró i client: maîtres-fidèles), i no segons la classe social.
El paper de la burgesia va ser també objecte de profundes controvèrsies: en alguns casos i períodes va aparèixer com el suport principal dels monarques per augmentar el seu poder, en una aliança mútuament beneficiosa en la formació d'un mercat estatal i en detriment del poder de la noblesa i del clero; en altres casos, va semblar que la monarquia exercia el poder en benefici de les tradicionals classes dominants, i els burgesos encimbellats només esperen l'oportunitat per «trair» la seva classe i ennoblir-se, abandonant els oficis vils i manuals per les professions i arts liberals. Per aconseguir el prestigi social calia comprar terres, realitzar matrimonis desiguals amb nobles empobrits com a pas previ cap al definitiu ennobliment, o comprar títols a uns reis mancats sempre de prou diners. Sigui per aquesta raó, sigui per qüestions econòmiques, com la ruïna de la indústria castellana, incapaç d'aprofitar l'oportunitat del mercat americà que sí que va beneficiar el nord d'Europa, la debilitat o fortalesa de la burgesia marca la diferència entre les monarquies.
Pel que fa als pagesos alliberats de la servitud a l'Europa Occidental des de la baixa edat mitjana van viure un problema bàsic: les obligacions i pagament d'impostos. Al Beauvaisis, un feu a l'entorn de la ciutat de Beauvais al nord de l'actual França al segle xvii els impostos a la corona s'emportaven aproximadament una cinquena part de la producció, els tributs eclesiàstics s'emportaven un 8% dels ingressos i altres impostos s'emportarien un 4% més; en conseqüència, a la pagesia no li quedava sinó un 68% de la collita. Però encara havia de deixar de banda una altra cinquena part per despeses d'explotació i llavors i grans per sembrar l'any següent. Restava, doncs, un 48%, i encara no havia finalitzat, ja que mancava pagar la renda al propietari de la terra. A la fi, la pagesia només rebia una petita porció de la collita original. Però si l'any era dolent, o els deutes eren molts, la situació podia esdevenir catastròfica. A Castella-la Manxa la situació era pitjor: el 70% de la població rural masculina anava a jornal. Aquesta situació es veia agreujada per les guerres. Tot plegat va comportar a l'Europa occidental una polarització entre rics i pobles, un procés d'expropiació de la pagesia i concentració de propietats i un acaparament de terres per la burgesia urbana. En aquesta situació de debilitat, la comunitat agrària no podia oposar resistència a les retallades continuades de privilegis per part dels senyors, dels terratinents urbans i del govern.
Finalment, a l'Europa occidental, els pobres de solemnitat podien constituir com a mínim una cinquena part de la població d'un centre urbà. Tant a les ciutats com al camp, la pobresa va ser una experiència normal. La revolució dels preus, l'augment demogràfic i el canvi social i polític van contribuir a una major polarització entre rics i pobres. Les pèssimes condicions de vida van fomentar la delinqüència i algunes revoltes. A l'antiga Corona d'Aragó, cal afegir-hi els constants impostos i obligacions a què la corona va sotmetre els súbdits per sufragar la guerra a Flandes i a Nàpols. En aquest context, va néixer el bandolerisme, on van destacar, entre d'altres, en Perot Rocaguinarda i Joan Sala i Ferrer, més conegut com a Serrallonga.

Les diferents parts del territori francès. Es pot observar que és un territori difús en qüestions de sobirania

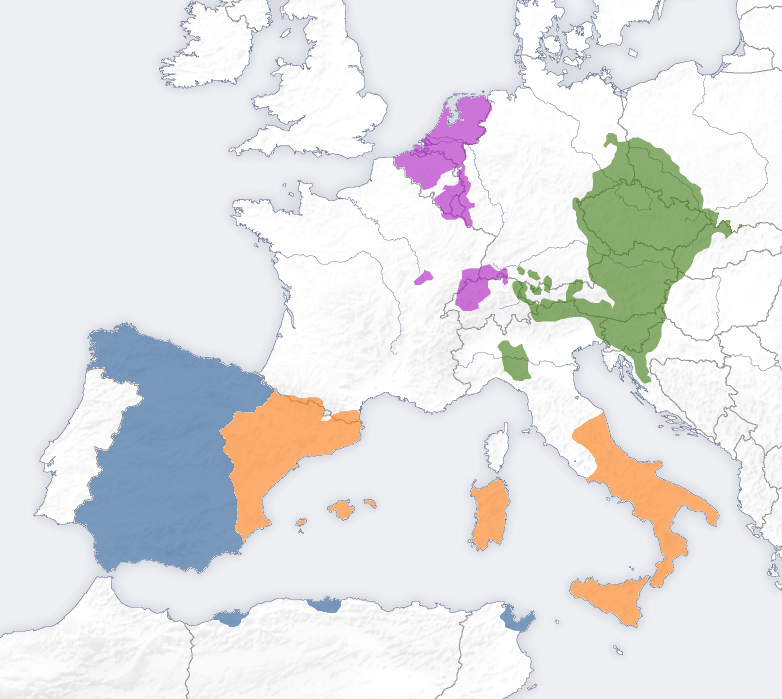
L'imperi europeu de Carles V va ser la màxima expressió tant d'acumulació de poder com de disseminació territorial. En diferents colors, l'herència de la seua àvia materna, Isabel la Catòlica (blau), del seu avi matern, Ferran el Catòlic (taronja), de la seua àvia paterna, Maria de Borgonya (morat), i del seu avi patern Maximilià I del Sacre Imperi romanogermànic (verd). El territori de Milà no és heretat, sinó conquerit en disputa amb França, encara que teòricament tributari del Sacre Imperi, que ha obtingut per elecció. Cal no oblidar els territoris extraeuropeus que estan en procés de descobriment i conquesta

### Sistema polític
Les monarquies autoritàries es van caracteritzar per acumular el poder polític que la noblesa tenia a l'edat mitjana i van fonamentar el seu poder en l'exèrcit, constituït per mercenaris que el rei contractava, encara que en cas de guerra eren reclutats civils mitjançant lleves forçoses per a la defensa dels interessos del monarca. Amb el pas a l'edat moderna la noblesa va canviar, doncs, de funció i de posició social.
Els reis amb la fita d'incrementar el seu poder, des de la baixa edat mitjana, van cercar el suport de les ciutats lliures (illes dins de l'oceà feudal). De les ciutats, el monarca va obtenir els recursos (impostos a les activitats mercantils), mentre que les propietats rurals dels privilegiats no estaven subjectes a imposició. Quan el poder reial era ja consolidat procurava restringir les funcions dels representants de les ciutats, ja fossin de la burgesia o del patriciat urbà. Gairebé mai convocava a corts i, quan ho feia, era per recaptar diners i reservant-se sempre el dret de prendre la decisió final. Els parlaments estaven constituïts per representants dels tres estaments (noblesa, clero i tercer estat), però en el cas de Castella només es convocava els representants de les ciutats, mentre que els regnes de la corona d'Aragó es reunien per separat, i per aprovar impostos. Quan les institucions representatives van aconseguir protagonisme, cas del Parlament anglès, després de Guerra Civil anglesa (1642 a 1651) i dels Estats Generals de França l'any (1789), el model es va trencar.
El titular de la corona té en les seves mans els tres poders (executiu, legislatiu i judicial), encara que en la pràctica ha d'utilitzar una enorme burocràcia i designar uns representants a qui encarrega el govern en nom seu, cas dels secretaris i dels ministres. Com a excepció, els reis de la dinastia dels Habsburg o Àustries a Espanya van deixar el govern de l'estat en mans de preferits o amics del rei.
La discontinuïtat territorial i la confusió de jurisdiccions era més la norma que l'excepció de les entitats polítiques, tant estatals com infraestatals. Les fronteres eren canviants i insegures, i hi havia multitud d'enclavaments, territoris amb furs especials, i fins i tot de sobirania compartida (Andorra), o alterna (com per exemple l'illa dels Faisans). Quan Felip II de Castella va voler fer-se una idea clara de les seves possessions, no va recórrer als mapes de la biblioteca del monestir de l'Escorial, que li mostraria un confús trencaclosques, sinó a les Relacions Topogràfiques d'un gran esforç protoestadístic. El somni de les fronteres naturals (com, per exemple, la França del Rin als Pirineus) és només una idea del nacionalisme del segle xix.

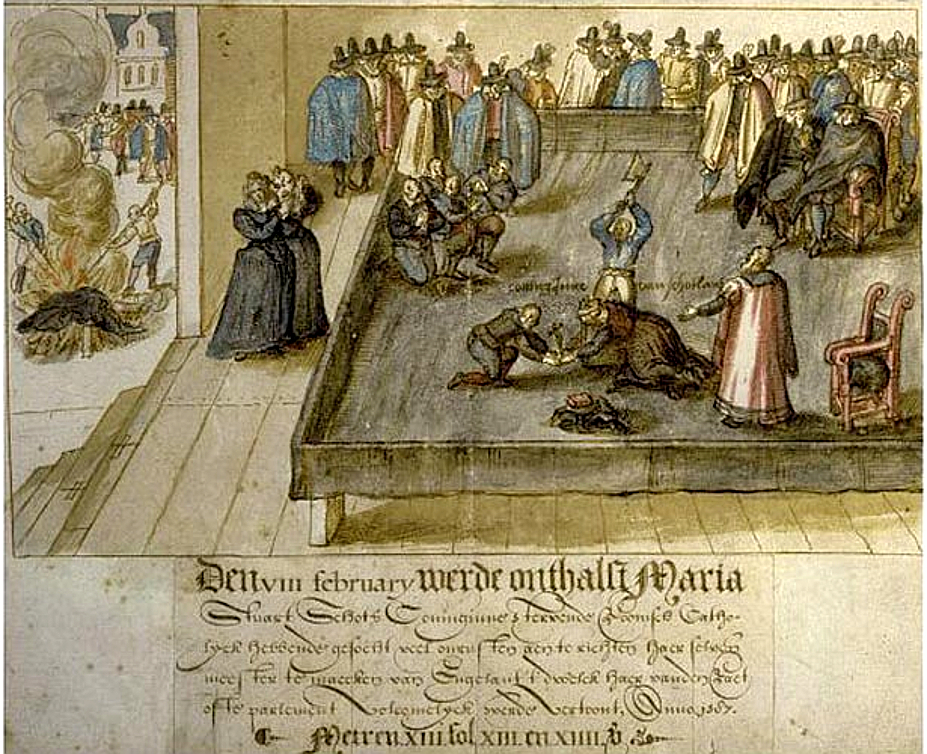
L'escena de l'execució de Maria Estuard (1587), reina d'Escòcia

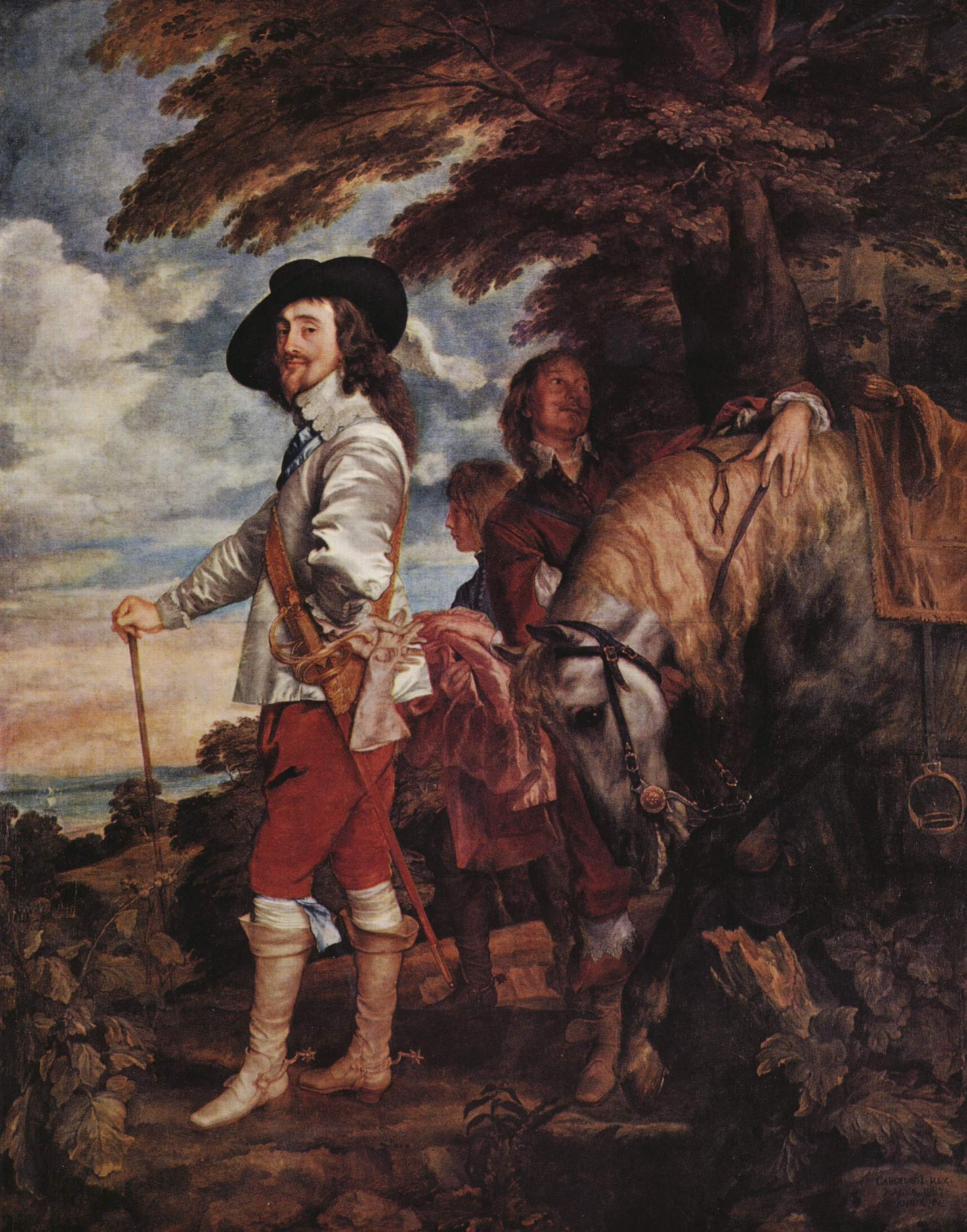
Carles I d'Anglaterra magníficament retratat amb el màxim de decòrum regi per Anton Van Dyck. Va ser decapitat l'any 1640, incapaç de crear una monarquia absoluta en una societat burgesa

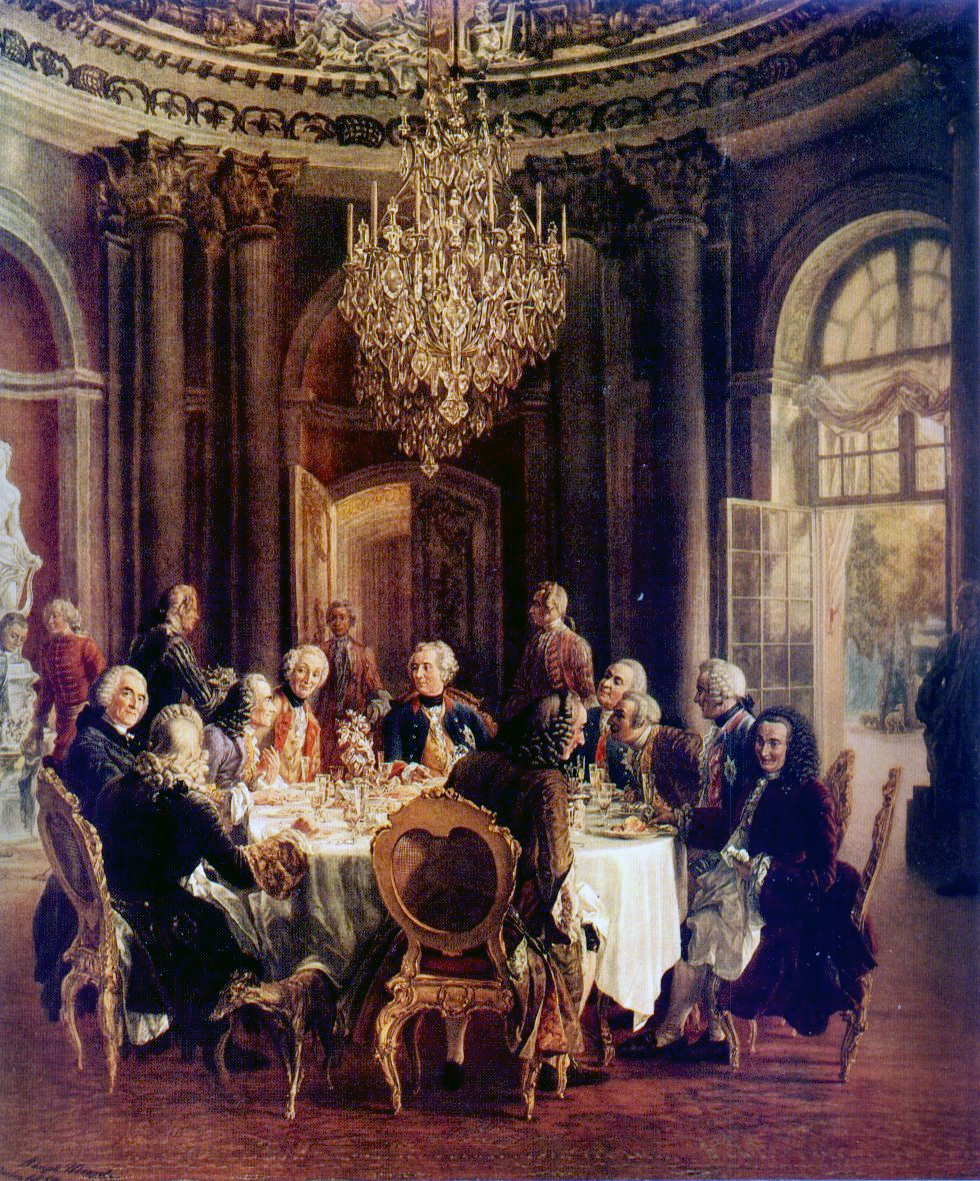
Voltaire amb Frederic el Gran a Sanssouci, per Adolph von Menzel (1850)

A partir del segle xvii pot parlar-se de la presència d'una monarquia absoluta que té la sobirania de l'estat. Aquesta monarquia es justificava sobre el supòsit de la procedència divina del poder, de qui ho rep sense intermediaris. El rei només ha de justificar-se davant els ulls de Déu. Els seus súbdits no tenien cap dret, però sí el deure d'obeir. El tipus ideal és el Regne de França del Rei Sol, Lluís XIV. El rei declarava la guerra i feia la pau; comandava els exèrcits, determinava les despeses i fixava els impostos, anomenava i destituïa els funcionaris i dirigia l'administració sencera. Les províncies eren administrades pels intendents, de poder omnímode i arbitrari.
El rei feia les lleis, que eren l'expressió de la seva voluntat personal, saltant-se els "costums fonamentals del regne". A més, dirigia l'administració de justícia, perquè aquesta es dictava en nom seu i per funcionaris que ell designava. S'usava la tortura judicial per a aconseguir la confessió dels acusats, a qui es jutjava en secret i a qui s'aplicaven cruents càstigs corporals (les marques amb ferros candents, la picota, el fuet…) incloent una àmplia panòplia de tipus de penes de mort adequades a la categoria del reu o del delicte (decapitació amb distintes armes, degollament, forca, foguera, desmembrament…). L'homogeneïtzació de la pena capital va ser una peculiar conquesta de la revolució, que va igualar les condicions començant literalment pel cap (la guillotina). A Espanya va complir la mateixa funció el garrot (que, encara sent igual per a tots, es podia graduar en vil i noble segons la faramalla que el rodejava). L'afusellament sembla que també va ser una macabra modernització, aplicat sobretot per l'exèrcit.
La llibertat individual estava amenaçada constantment per la policia, que podia agafar a qualsevol amb una simple ordre del rei, la «carta segellada». No s'explicitava la causa de la detenció, sinó que simplement s'indicava que «tal era la voluntat del rei» (car tel est màs bàs plaisir). Existia la censura prèvia, que exercia fonamentalment l'autoritat eclesiàstica que havia d'acordar el nihil obstat i l'imprimatur a qualsevol obra impresa. No es concedia la llibertat de consciència o llibertat religiosa, sinó que s'aplicava el principi cuius regi eius religi (el rei imposa la religió al súbdit) de la dieta d'Habsburg.
La monarquia francesa dels Borbons, des de la instauració d'aquesta dinastia, va refermar-se en el poder a partir d'una situació feble tant a l'exterior (Imperi Espanyol) com a l'interior, en bona part per la divisió religiosa no conclosa per les guerres de religió. Enric IV de França, antic protestant, va finalitzar el conflicte religiós amb l'edicte de Nantes. Les regències, en les minories d'edat de Lluís XIII i Lluís XIV i la personalitat dels seus ministres (cardenal Richelieu, Mazzarino, Jean-Baptiste Colbert), van aconseguir fer del Regne de França la principal potència política d'Europa.
De forma simultània a l'expansió del Regne de França, la Monarquia Hispànica va entrar en una profunda decadència a la qual van contribuir tant les polítiques acomodatícies i corruptes del duc de Lerma (favorit de Felip III), com les agressives i del comteduc d'Olivares (favorit de Felip IV), que en forçar els inestables equilibris territorials peninsulars amb el seu intent d'Unió d'Armes, va provocar la crisi de 1640 (Independència de Portugal i Guerra dels segadors a Catalunya). Tot plegat va estar a un pas d'acabar amb l'Imperi Espanyol. L'absolutisme no arribarà a Espanya fins als decrets de Nova Planta, després que Felip V guanyés la Guerra de Successió (1714) als seus enemics europeus, i als que dins de la península Ibèrica (especialment el País Valencià i Catalunya) aspiraven a continuar amb un Habsburg més respectuós amb els furs territorials.
La incapacitat de formar monarquies absolutes en altres regnes pot exemplificar-se amb el cas anglès, on els Tudor, monarquia autoritària que va mantenir l'equilibri amb el Parlament mentre es produïen els canvis socials de la Reforma, van donar pas a la dinastia Estuard, que en la pugna per augmentar el seu poder, van perdre literalment el cap.
Allò que s'ha exposat amb anterioritat, i a allò a què tendirien més o menys els diferents casos, és el que podria considerar-se el model ideal d'absolutisme. És molt relatiu determinar fins a quin punt els monarques anomenats absoluts podien exercir un poder d'aquest estil, i fins i tot es pot plantejar si tenien la pretensió d'organitzar la vida pública en tota la seva extensió, ja que quedaven enormes espais on el poder s'exerceix mitjançant una multitud d'intermediaris (els "estats" nobiliaris, la poderosíssima jurisdicció eclesiàstica, els territoris forals, i tota mena de corporacions, com els ajuntaments, els gremis, les universitats…). I finalment, i en aquesta línia de pensament, la capacitat de decisió dels reis estava minada pel crònic dèficit de recursos financers, ja que quan els reben (i fins i tot abans) són malgastats en l'exèrcit i en el luxe sumptuós de la cort (enormement necessari per a mantenir el prestigi de la monarquia i la fidelitat de la noblesa, atreta al seu servei). En el segle xviii es va produir una variant de l'absolutisme: va ser el despotisme il·lustrat, on un rei absolut exerceix el seu poder, de forma paternalista, sota el lema "tot per al poble però sense el poble", però continua posseint la sobirania de l'estat, no és necessària una Constitució i la voluntat del rei és la llei. Aquest tipus de monarquia va estar representada per Carles III a Nàpols i Espanya. Però va ser a l'Europa central i meridional on van sorgir les personalitats més interessants del despotisme il·lustrat: Frederic II de Prússia, o Frederic el Gran, Josep II d'Àustria, la tsarina Caterina II de Rússia, i en menor grau Gustau III de Suècia.

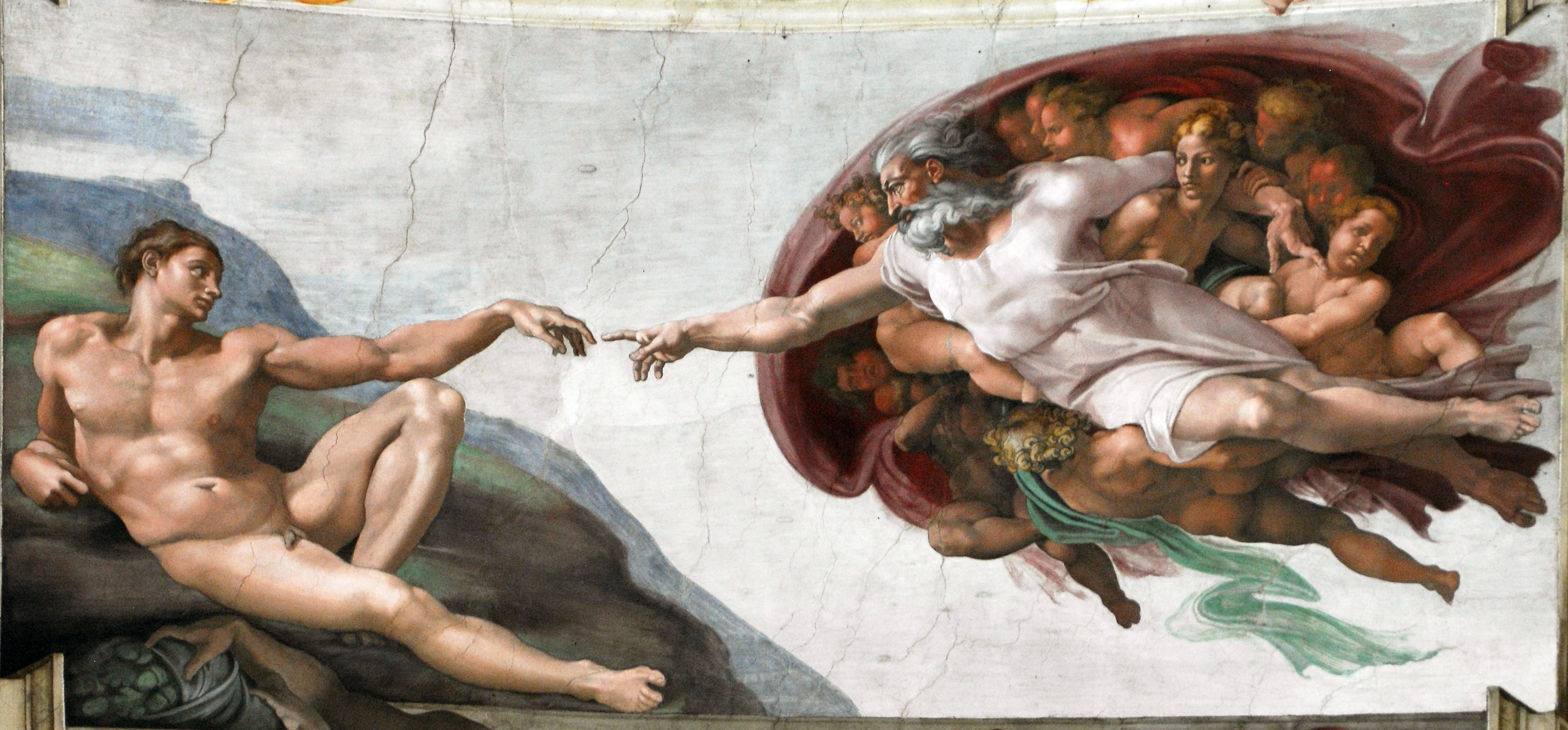
El cim del Renaixement, Michelangelo. En el sostre de la capella Sixtina (1510) sembla voler passar el testimoni des del teocentrisme medieval a l'antropocentrisme humanista, abans que la Reforma i la Contrareforma tanquessin el pas a la utopia

### Pensament, cultura i art
El predomini de l'Església en el pensament, l'educació i la cultura va continuar sent aclaparador i, de la mateixa manera que a l'edat mitjana, va seguir sent la principal justificació de l'ordre polític i social. Per altra banda, no estava separada de l'estat, malgrat mantenir-hi una relació conflictiva (seria el cas del regalisme a la corona de Castella).
Tanmateix, des de l'humanisme i el Renaixement, l'antropocentrisme va succeir al teocentrisme com una constant en les concepcions culturals. A la corona de Castella, l'erasmisme i les seves vicissituds són una bona mostra de les dificultats que va trobar el pensament avançat, fins i tot gaudint de la protecció reial, i no va ser l'únic, ni el més sonat, com ho proven els casos, perseguits per la Inquisició, del professor i poeta Fray Luis de León, de l'arquebisbe Bartolomé de Carranza, o de l'intendent Pablo de Olavide. El clima al Regne de França no era més permissiu, com ho van demostrar els casos en què es va veure embolicat Voltaire. L'Europa protestant va tendir a ser més tolerant, però amb casos de repressió, com en el cas de Miguel Servet.

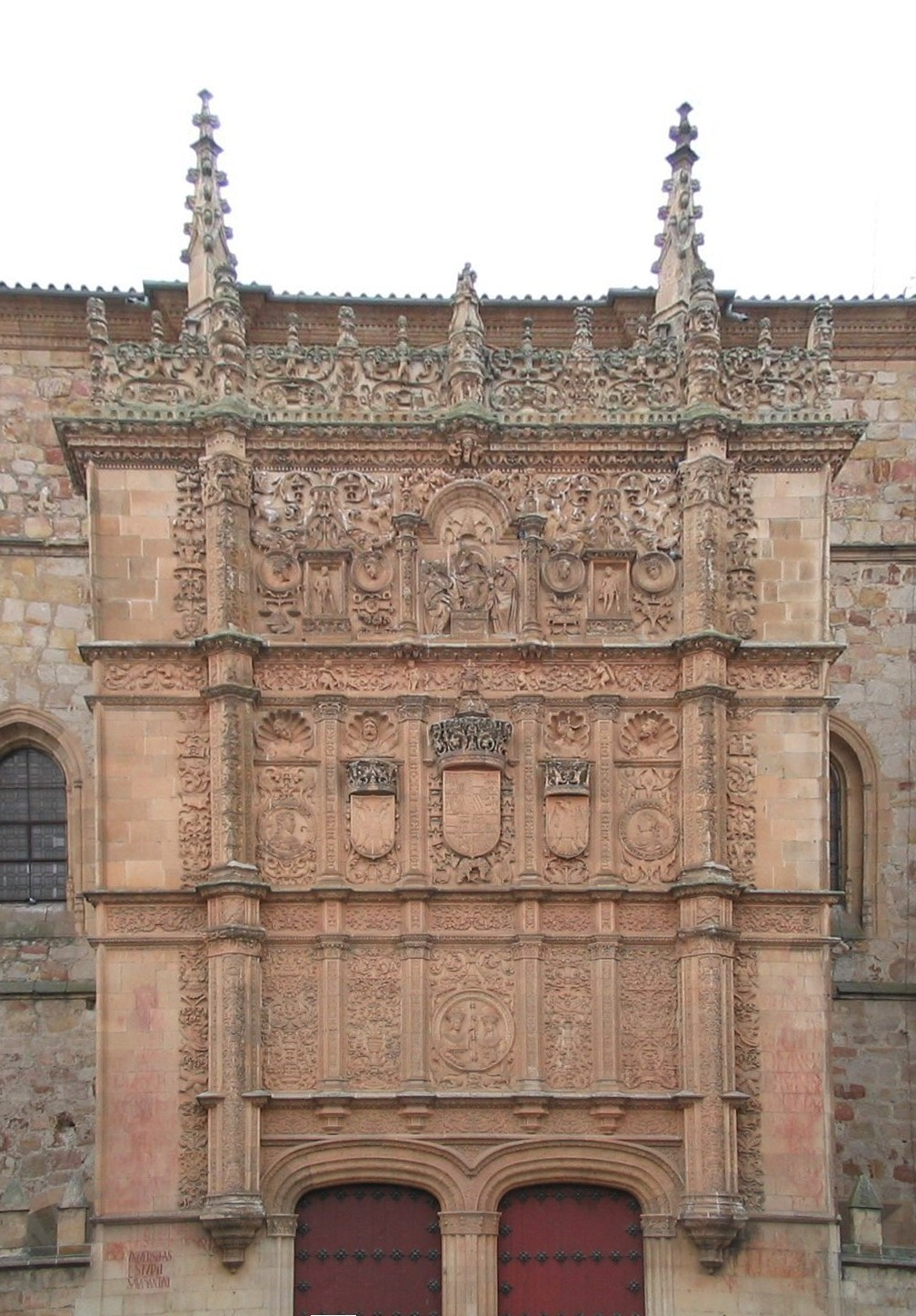
Façana de la Universitat de Salamanca. Va ser una universitat ancorada en el neoescolasticisme; la seva fama va provenir de les espectaculars disputes entre estudiants i ordes religiosos que controlaven els col·legis. Els intents il·lustrats per reformar-la (Meléndez Valdés) van ser inútils

La universitat, que havia estat una institució puixant durant la baixa edat mitjana, amb l'escolàstica, va experimentar un període d'allunyament de l'avantguarda científica i cultural. El seu prestigi va passar a altres àmbits –com les acadèmies i les societats científiques– fins al segle xix.
Itàlia i Flandes, dues grans centres de la burgesia medieval unides per les rutes mercantils de l'oest europeu, van destacar en l'aspecte cultural per l'aparició de l'humanisme i el Renaixement; aquest fet no és, per descomptat, casual. Les monarquies europees de l'antic règim van adoptar-lo, i també van impulsar-lo per l'oportunitat de legitimar-se mitjançant el mecenatge de l'avantguarda artística i intel·lectual. Per tant, els programes arquitectònics van proporcionar a les puixants monarquies una nova legitimació. En qualsevol cas, el paper social de l'artista va evolucionar des de l'anonimat del gremi medieval fins a la pseudodivinització de Rafael. L'academització i professionalització van acabar donant la independència a l'artista que va poder confiar en un mercat per a la seva producció, alliberat dels encàrrecs, en un procés que no es va completar fins al segle xix.
Després de la ruptura i la reubicació que va suposar la Reforma protestant i la Contrareforma catòlica, el manierisme i el barroc van ser successivament els estils artístics que es van difondre des de la península Itàlica a tot el continent europeu des de mitjan segle xvi i XVII. En major o menor mesura es van posar al servei de la ideologia i dels estaments dominants, encara que també hi haurà art burgès allà on la burgesia ha triomfat, com és el cas d'Holanda.
La crisi de la consciència europea de finals del segle xvii va obrir el camí a la ciència moderna que va seguir el paradigma newtonià i a l'enciclopedisme. En el segle xviii la cultura es va debatre entre el manteniment del monopoli de l'Església, i els principis del pensament kantià que va representar la Il·lustració. En la letargia cultural espanyola de la primera meitat del xviii va predominar l'aïllament i la ignorància dels corrents europeus. Els intents de modernització il·lustrats van ser importants en les últimes dècades del segle, impulsats per Carles III i Carles IV, i es van difondre a Amèrica, que va passar a ser "redescoberta" intel·lectualment (mesuraments de Jorge Juan i Antonio de Ulloa, expedicions naturalistes del valencià Cavanilles i de Humboldt).

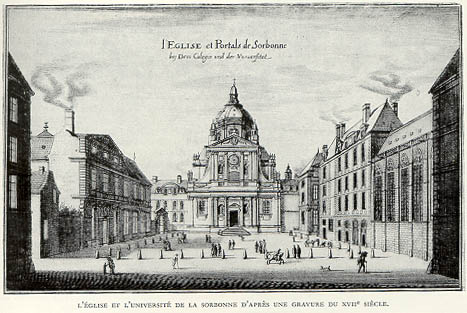
La Sorbona, Universitat de París, en un gravat del

El barroc i el rococó són els estils artístics de començaments del xviii. En canvi, el neoclassicisme va significar el triomf de l'estètica racionalista i de la tècnica academicista, desprestigiadora dels excessos sensorials barrocs. El seu ascens es va veure impulsat pel descobriment de les ruïnes de Pompeia i de la seva difusió per tot Europa (fet que va contribuir al naixement de la moda del “turisme aristocràtic”). Aquests fets van coincidir alhora amb esdeveniments intel·lectuals dissolvents de l'antic règim: l'inici de la publicació de l'Enciclopèdia francesa (1751) o les voltairianes reflexions sobre el terratrèmol de Lisboa (1755). La moda a Europa i a Amèrica va destacar les sòbries virtuts de la Roma republicana (contra la decadència imperial). Benjamin Franklin, ambaixador a França, va ser testimoni de com la decadent cort de Versalles va acollir amb simpatia la naixent república amb una mescla de condescendència i d'admiració.
D'altra banda, l'estètica preromàntica del Sturm und Drang o el taciturn model juvenil del Werther de Goethe van presagiar una època convulsa, on les contradiccions insolubles de la Il·lustració no van poder conciliar l'antic règim amb les emergents forces de la revolució. La solució va ser violenta: el somni de la raó produeix monstres, com genialment va expressar Goya.

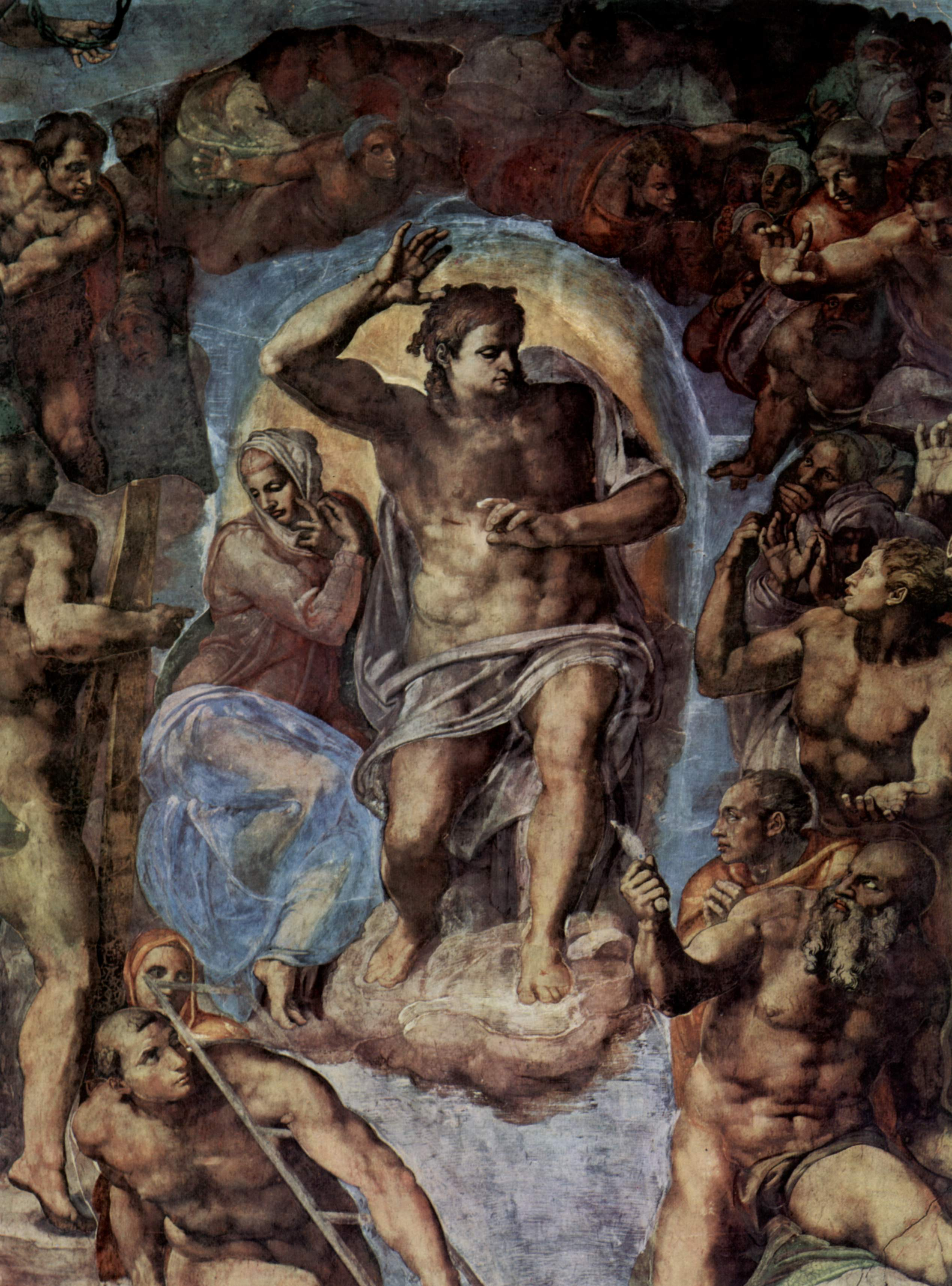
Crist irat de Michelangelo. El Crist irat de Michelangelo Buonarroti, entre 1535 i 1541, va obrir el camí del manierisme car va presentar una obra en un entorn més pessimista, després del saqueig de Roma (1527), quan la península Itàlica ja estava sota el predomini dels Habsburg i, en conseqüència, del sistema polític de l'antic règim. Els nus de la capella Sixtina van ser posteriorment arreglats pel gir moral del concili de Trent
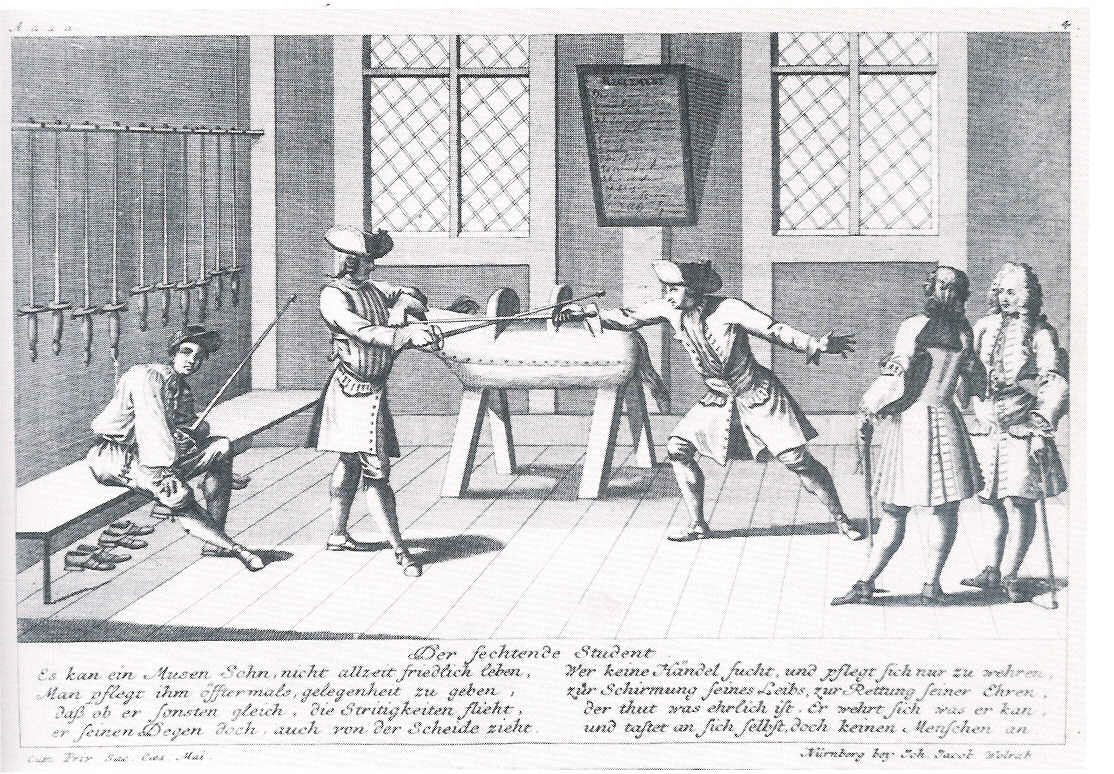
Classe d'esgrima a la Universitat de Nuremberg, gravat de 1725. Les universitats de l'antic règim no van ser precisament el centre de la revolució científica
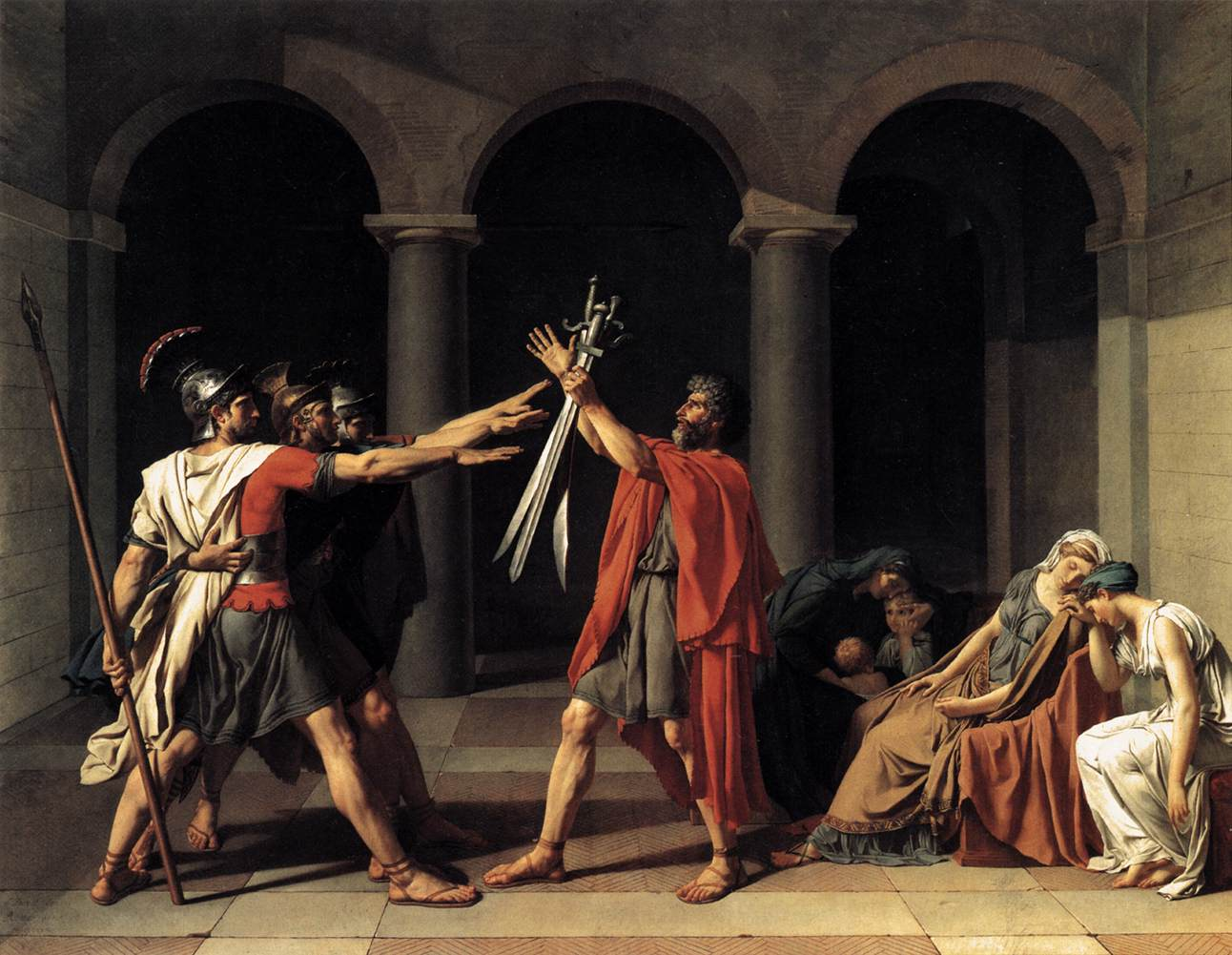
El jurament dels Horacis de Jacques Louis David. L'exposició pública el 1784 del quadre de Jacques Louis David (que posteriorment es va encimbellar com a pintor de la revolució i de Napoleó) va servir de manifest al neoclassicisme i va implicar l'art en el debat sociopolític, ja que va ser interpretada com una crida al compromís en defensa de la nació a l'albada de la Revolució francesa
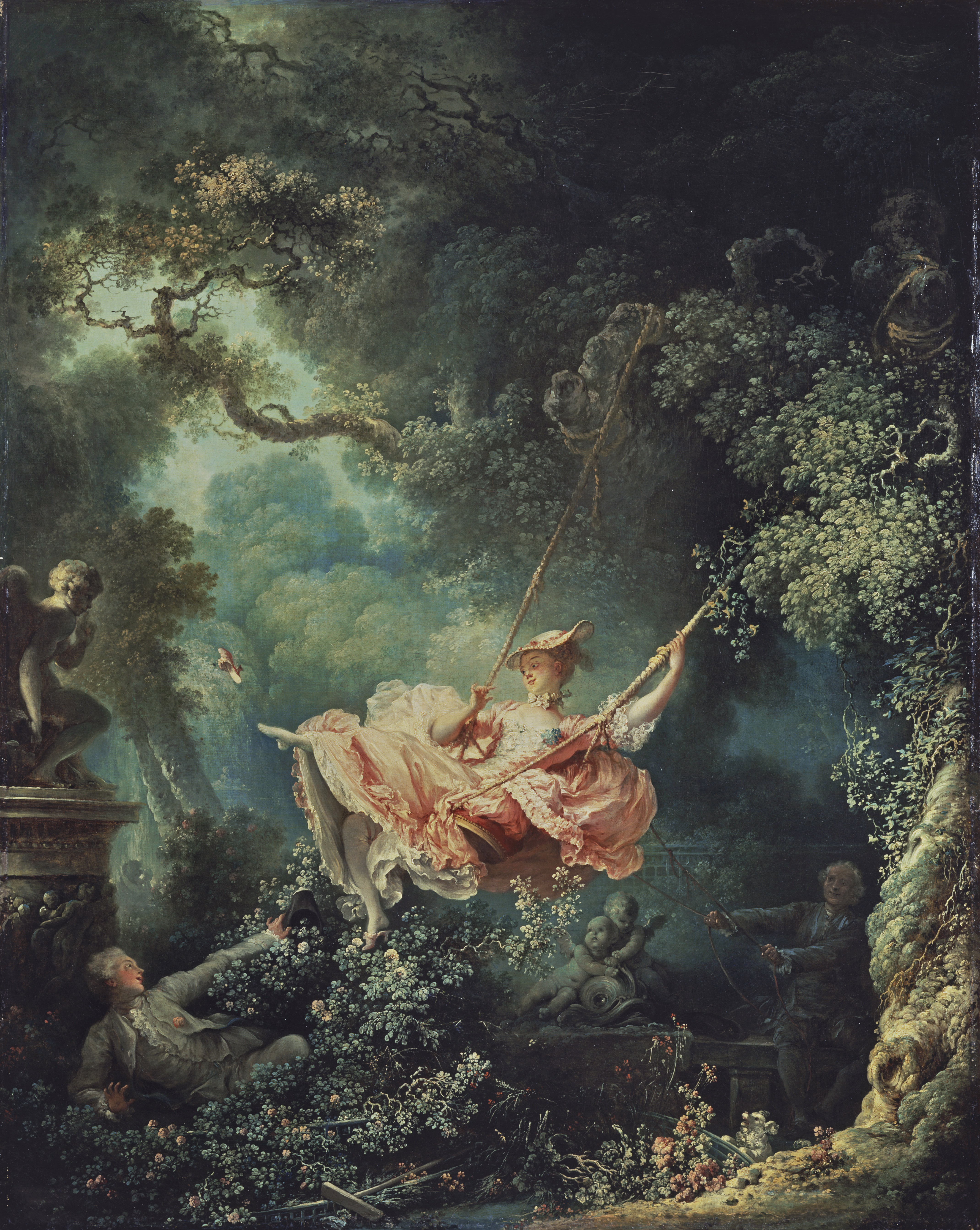
El gronxador de Fragonard és una obra plenament rococó. El gronxador de Fragonard (1767) va presentar de forma acrítica la societat de l'antic règim; art incapaç de superar les seves contradiccions que impossibilitaven el desenvolupament de les noves forces socials, productives i ideològiques. La mateixa funció podria veure's en les novel·les del marquès de Sade
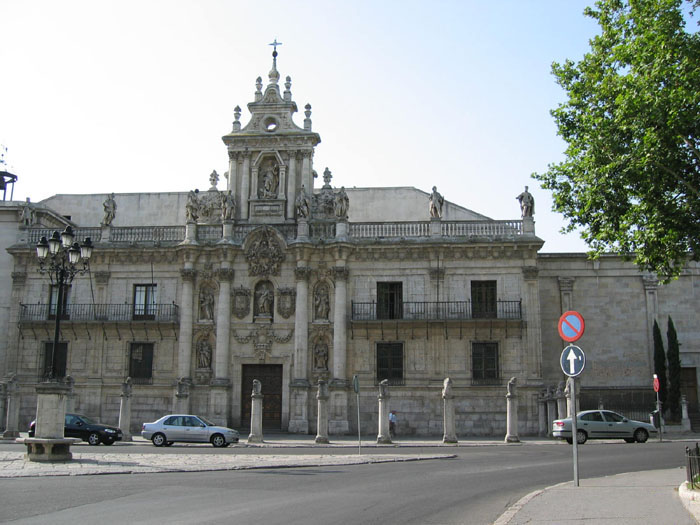
A la Universitat de Valladolid va tenir lloc el debat entre Bartolomé de las Casas i Juan Ginés de Sepúlveda sobre la polèmica dels naturals i les lleis d'Índies (1550-1551), o la conferència de Valladolid que va qüestionar l'erasmisme (1527)
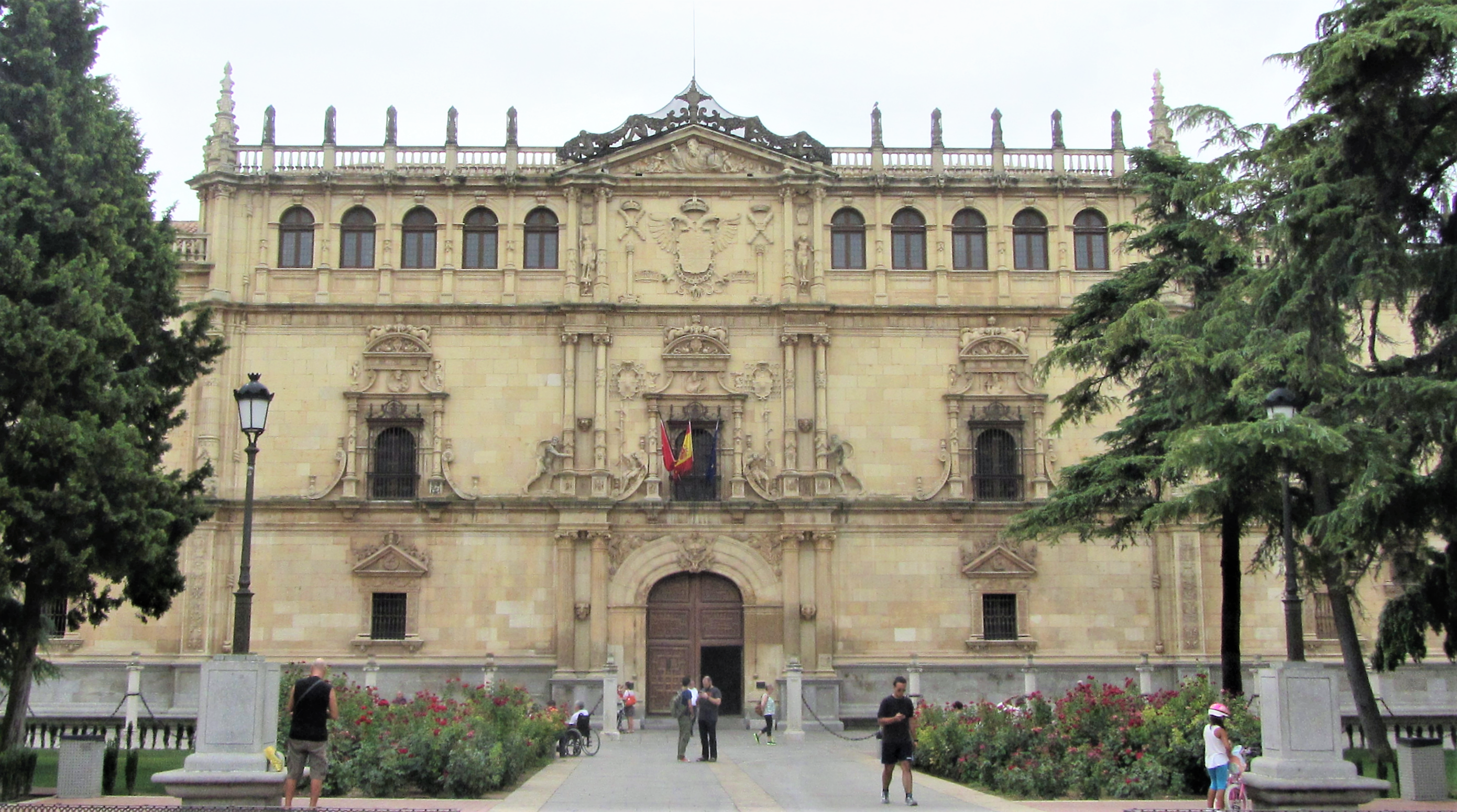
Universitat d'Alcalá de Henares. La Universitat d'Alcalá de Henares, refundada per Gonzalo Jiménez de Cisneros, va arribar a gaudir de molt de prestigi. Sant Ignasi de Loiola, Francisco de Quevedo o Jovellanos van ser-ne alumnes. Després de la desamortització es va traslladar a Madrid i la ciutat va passar a ser un fantasmal escenari de convents i quarters, fins a la seva segona refundació en els anys setanta del segle XX
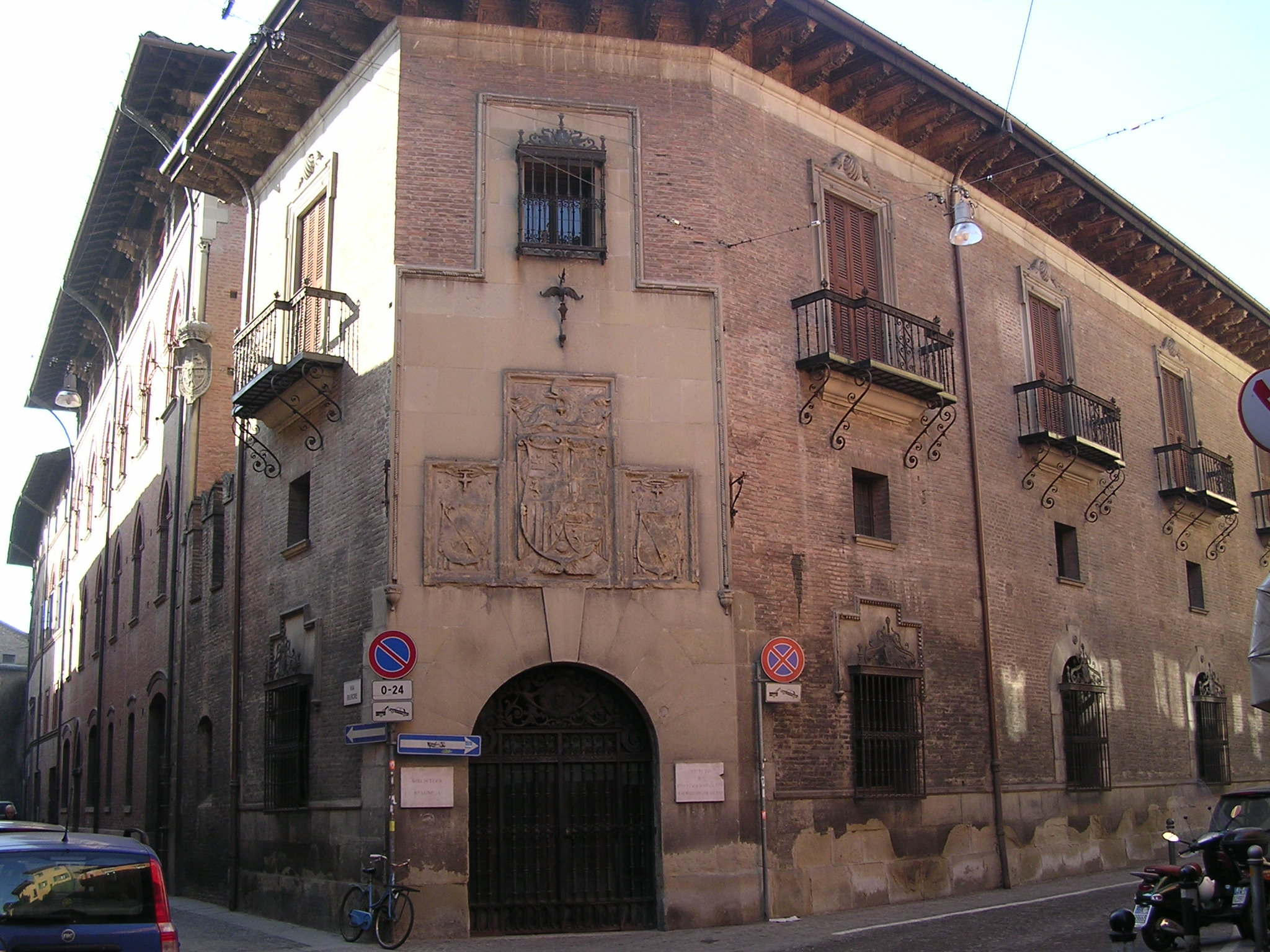
El Col·legi d'Espanya a Bolonya, prestigiós centre d'estudis jurídics
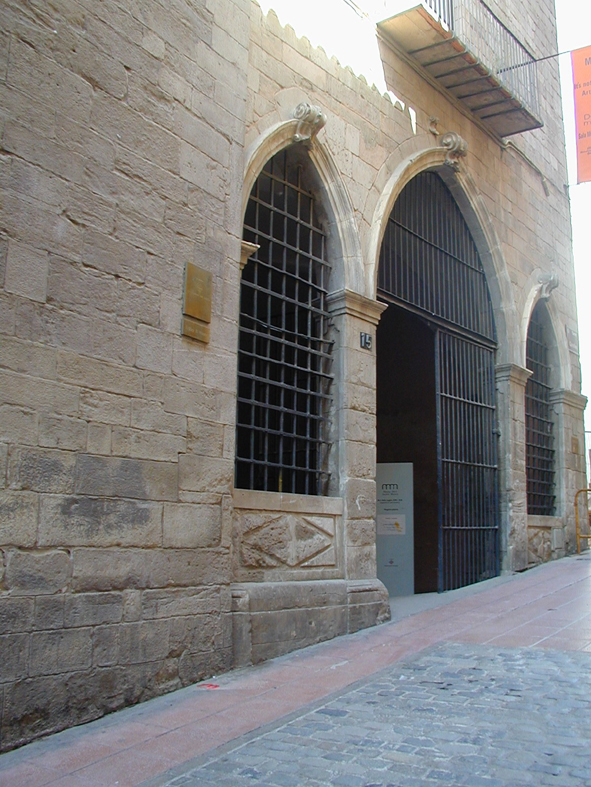
Portalada del convent del Roser, edifici històric del Centre històric de Lleida, començat el 1669. El 12 d'octubre de 1707, durant el Setge de Lleida de la Guerra de Successió espanyola, el convent va ser incendiat per les tropes borbòniques. A l'interior hi havia set-cents persones refugiades, la majoria de les quals va morir a conseqüència del foc